# Almorávides
Se conoce como almorávides (en árabe: المرابطون‎ [al-murābiṭūn], y este del singular مرابط [murābiṭ], es decir, «el morabito», especie de ermitaño y soldado musulmán, 'Marabout' en francés) a unos monjes-soldados surgidos de grupos nómadas provenientes del Sáhara. Los almorávides abrazaron una interpretación rigorista del islam y sometieron a su autoridad grandes extensiones del occidente musulmán con las que formaron un imperio centrado en Marruecos, a caballo entre los siglos XI y XII, que llegó a extenderse principalmente por los actuales Mauritania, Argelia, Marruecos y la mitad sur de la península ibérica.
Movimiento religioso y político surgido entre los bereberes cenhegíes del Sáhara, tribus nómadas y camelleras, logró extenderse por el Magreb occidental, unificar por primera vez el territorio del que sería siglos más tarde, el moderno Marruecos, extenderse por al-Ándalus e implantar una variante única del islam en la región, el sunismo malikí. Su expansión por el Magreb supuso el fin de la supremacía de los tradicionales rivales de los cenhegíes, los bereberes cenetes, que habían dominado la región hasta entonces, y la victoria de los nómadas sobre los habitantes sedentarios de la zona. La defensa de la ortodoxia religiosa, que satisfizo a los influyentes jurisconsultos islámicos, y la abolición de los impuestos no canónicos, bien vista por la población en general, facilitaron la expansión almorávide.
Con su llegada a la península ibérica en el 1086, comenzó un largo periodo de la historia andalusí caracterizado por la intervención de tres dinastías magrebíes (las de los almorávides, los almohades y los benimerines), entre cuyas hegemonías sucesivas hubo periodos de reacción peninsular (los reinos de taifas). Los magrebíes, hasta entonces en posición de inferioridad frente a los andalusíes, pasaron a dominar la región, merced a su capacidad de formar un Estado centralizado que podía resistir las acometidas de los Estados cristianos del norte peninsular. Estas intervenciones magrebíes en la península ibérica que comenzaron con los almorávides dieron lugar a casi un siglo y medio de unión del islam ibérico y magrebí.
A la rápida expansión le siguió una veloz decadencia, por la falta de solidez del nuevo imperio. El apogeo y el comienzo de la decadencia, debida a la incapacidad almorávide de poner freno a la expansión de los Estados cristianos ibéricos, al aumento del descontento andalusí y a la imparable expansión almohade, se dieron en el largo reinado del tercer emir, Alí Ben Yusuf. Mientras las campañas en al-Ándalus contra los Estados cristianos absorbían gran parte del poderío militar del Imperio almorávide, en el Magreb surgió un foco rebelde en la población montañesa, masmudí, el movimiento almohade, que acabó por destruirlo. A la caída contribuyeron también el descontento de la población por el gran poder de los alfaquíes malikíes, los abusos de los soldados y el aumento de los impuestos para mantener a los ejércitos.

## Etimología
El término «almorávide» viene del árabe al-murabitun (المرابطون), la forma plural de al-murabit que significa literalmente «el que se ata» y figurativamente «el que está listo para la batalla en la fortaleza». El término está relacionado con la noción de ribat, una fortaleza-monasterio fronterizo, a partir de la raíz r-b-t (ربط [rabat]: «atar»; o رابط [raʔabat]: «acampar»).

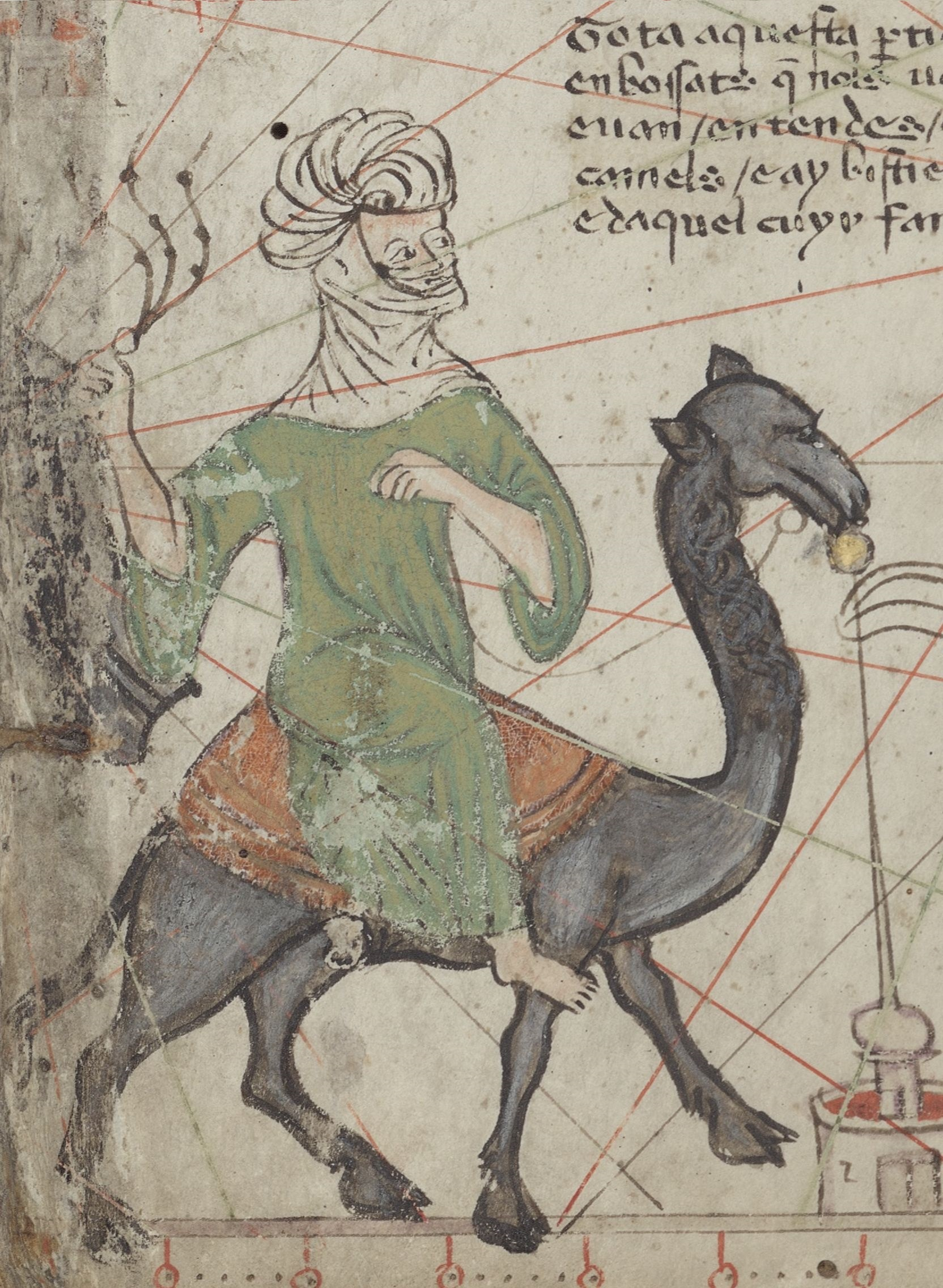
Representación de Abu Bakr Ibn Umar, emir de los almorávides (fuente: el Atlas catalán)

Es incierto cuando o por qué los almorávides adquirieron esta denominación. Al-Bakri, en un escrito del año 1068 anterior a su cima, ya los llamaba los al-Murabitun, pero no aclara las razones para ello. Escribiendo tres siglos más tarde, Ibn Abi Zar sugirió que se habría elegido previamente por Abdallah ibn Yasin porque, al encontrar resistencias entre los bereberes Gudala de Adrar (Mauritania) a sus enseñanzas, tomó un puñado de seguidores para erigir un improvisado ribat (monasterio-fortaleza) en una isla alejada de la costa, posiblemente Tidra, en la bahía de Arguín. Ibn Idhari escribió que el nombre habría sido sugerido por Ibn Yasin en el sentido de "perseverar en la lucha", para animar la moral para librar una batalla particularmente difícil en el valle del Draa hacia 1054, en la cual tuvieron lugar multitud de bajas. Sea cual sea la explicación cierta, parece seguro que la denominación fue elegida por los propios almorávides, parcialmente con el objetivo consciente de impedir ninguna identificación tribal o étnica.
También se ha sugerido que el nombre podría estar relacionado con el ribat de Waggag ibn Zallu en la localidad de Aglú (cerca de la actual Tiznit), donde el futuro líder espiritual almorávide Abdallah ibn Yasin recibió su formación inicial. El biógrafo marroquí del siglo XIII Ibn al-Zayyat al-Tadili y Qadi Ayyad antes de él en el siglo XII apuntaron que el centro de enseñanza de Waggag se denominaría Dar al-Murabitin ("La casa de los almorávides"), y que podría haber inspirado la elección de Ibn Yasin del nombre del movimiento.
Los contemporáneos con frecuencia se refieren a ellos como los al-mulathimun («los velados», a partir de litham, «velo» en árabe). El almorávide se velaba por debajo de los ojos, una costumbre adaptada de los bereberes cenhegíes que puede encontrarse todavía entre los actuales tuareg, pero poco habitual más al norte. Aunque práctico para la arena del desierto, los almorávides insistían en llevar el velo en cualquier lugar, como un emblema de diferencia en entornos urbanos, en parte como forma de mostrar sus credenciales puritanas. Sirvió como uniforme de los almorávides, y bajo su mandato, la ley suntuaria prohibió que nadie más pudiera portar el velo, convirtiéndolo en la prenda distintiva de la clase gobernante.

## Surgimiento del movimiento almorávide

### Los cenhegíes
El movimiento almorávide surgió en los inhóspitos territorios que se extienden entre las últimas zonas cultivadas del sur de Marruecos y las vegas de los ríos Senegal y Níger. La región la habitaban únicamente grupos de nómadas bereberes que no practicaban la agricultura. Sus únicas riquezas provenían de los rebaños que mantenían y de los ingresos que obtenían de ofrecer protección a las caravanas que cruzaban el territorio.
En las tierras del sur correspondientes a los actuales Estados de Mauritania y Malí, desde el río Senegal hasta el río Níger, haciendo frontera con el antiguo reino negro de Ghana, se había establecido con sus ganados un pueblo de pastores nómadas bereberes, pertenecientes a la confederación Zanhaga (los cenhegíes), cuyas tribus principales eran los Lamtuna y los Masufa (otras tribus cenhegíes, estas sedentarias, habitaban los valles próximos al Atlas, como el del río Draa; entre estas se contaban los Lamta y los Gasula). Los cenhegíes de esta zona estaban emparentados con los ziríes de Ifriqiya, y se distinguían de otros grupos bereberes, como los Masmuda del Atlas y los cenetes del norte marroquí.
Estos cenhegíes del desierto se habían islamizado someramente para el siglo X, mediante el contacto con los mercaderes musulmanes que, desde Siyilmasa, recorrían las rutas caravaneras cruzando el desierto hasta Audagost y el Imperio de Ghana para trocar sus mercancías por oro. Entre el siglo IX y el XI, tres de las distintas tribus cenhegíes de la región —Lamtuna, Masufa y Gudala— formaron una confederación, que dominó la tribu Lamtuna, la más meridional de ellas, que recorría una amplia zona entre el Draa y el Níger. El objetivo de esta liga era detener el avance de los pueblos negros del sur, conservar la ciudad de Audagost, dominar una amplia zona de pastoreo y controlar las principales rutas de caravanas que cruzaban de norte a sur la región. En el siglo XI, se rehízo la liga tribal, desbaratada durante el siglo anterior. El mando de la confederación reconstituida recayó en un jefe de los Gudala emparentado por matrimonio con los Lamtuna, Yahya ibn Ibrahim, artífice del surgimiento del movimiento almorávide. Por entonces los cenetes de la tribu Magrawa, tradicionales rivales de los cenhegíes, les habían arrebatado el control de las rutas caravaneras que paraban en Siyilmasa y Audagost y los importantes pastos del valle del Draa.

### La concienciación religiosa: fundación del movimiento almorávide
Posiblemente en torno al 1035-1036, el jefe de la tribu bereber cenhegí de los Gudala Yahya ibn Ibrahim realizó la peregrinación a La Meca. De vuelta a su tierra, atravesó Egipto e Ifriqiya, donde conoció a un renombrado alfaquí (fqih 'docto en la ley islámica') de Kairuán, Abu Imran al-Fasi, originario de Fez y seguidor del malikismo. Gracias a sus lecciones tomó conciencia de su ignorancia religiosa y del conocimiento superficial que de la religión tenía su tribu, y solicitó al maestro que enviase con él a uno de sus discípulos para instruir a sus compatriotas gudalíes. Convencido de que sus discípulos de la ciudad no desearían instalarse con las tribus caravaneras del desierto, Abu Imran propuso que consultase a un antiguo pupilo que predicaba en un territorio dependiente de Siyilmasa. Abu Imran propuso para esta tarea a Uaggaq ben Zellu al-Lemtí, de la tribu de los Lemta, el cual a su vez recomendó a Abdalá ben Yasin al-Gazulí, de la tribu cenhegí de los Gazula. Sobre este último, que partió con Ibn Ibrahim, recayó el papel de predicador en el seno de las tribus cenhegíes. Su cometido era instruirlas en las prescripciones de la ley islámica según la Sunna y la escuela jurídica malikí. Esto conllevaba una complicada reforma social y de las costumbres locales, que resultó difícil.
La escuela malikí era rigorista y defendía la interpretación literal del Corán. Tachaba las lecturas alegóricas o interpretadas de heréticas, incluso las que empleaban la tradición de tiempos de Mahoma. Contraria a la teología por tenerla por innecesaria, se oponía también al califato. Esta reforma religiosa se orientó en beneficio del sunismo y del malequismo, del que era un férreo defensor el nuevo predicador y guía espiritual Abdalá Ben Yasin, dotado con un excepcional vigor. Su bagaje intelectual era, en realidad, escaso, pero su conocimiento religioso sobresalía por el reducido nivel de los miembros de las tribus, islamizados someramente. La doctrina que predicó no tardaría en tomar color político, con una vuelta a la ortodoxia suní y un cariz rigorista. Comenzó con un grupo de unos sesenta o setenta voluntarios, que se sometieron a su inflexible rigor de asceta, muy diferente a las tradiciones relajadas de la vida de los camelleros. La reforma, demasiado radical, y ciertas contradicciones teológicas permitieron a sus rivales locales arrebatarle el control de los bienes de la tribu, que tenía desde su llegada a la región, y desprestigiarlo. La muerte de Ibn Ibrahim le había privado de su protector y lo había dejado a merced de sus adversarios en la tribu, que criticaban su avaricia —se apoderaba de un tercio de las posesiones de los conversos como «purificación» del resto de bienes— y su brutalidad en la aplicación de castigos. Ben Yasin se retiró entonces con un puñado de adeptos a una rábida que fundó en una isla costera —la de Tidra o la de Targuin— cercana al territorio de la tribu.
Esta rábida —especie de convento militar— estaba considerada como un lugar de purificación y de formación del musulmán ejemplar. Esta ejemplaridad se conseguía a base de una férrea disciplina. Sus miembros adquirían espíritu proselitista y belicoso debido al ardor religioso que se fomentaba. Esta ejemplaridad, junto con la propaganda hecha por sus adeptos, hizo que la reputación de Abdalá ben Yasin y su rábida crecieran junto con la cantidad de monjes-soldados que acudían al lugar a depurarse. La doctrina inculcada por Ben Yasin, poco sutil en términos teológicos, era la de un malikismo sencillo, adaptado al talante de los discípulos.
El primer empuje del movimiento se debió al éxito de las correrías por territorio lamtuna, que le permitió hacerse con un importante botín. Un momento decisivo en la expansión del movimiento fue la adhesión de Yahya ibn Umar al-Lamtuni, jefe de la poderosa tribu cenhegí de los Lamtuna (tifawat, lemtuna o lemtana significa hombres con velo), y de su hermano Abu Bakr. El apoyo de la tribu a Ben Yasin le permitió más tarde dominar el movimiento almorávide, al haber constituido su núcleo inicial. Los hombres tenían la costumbre de llevar doble velo —el superior, niqab, para la cabeza y la frente, y el inferior, litam, para el cuello y la cara—. Yahya ibn Ómar se impuso como jefe militar, en tanto que Abdalá Ben Yasin continuó como guía espiritual. Esta separación de poderes entre el jefe militar y el religioso persistió hasta la toma del poder de Yusuf ben Tasufín. El piadoso y sumiso Ibn Omar, veterano militar, fue el instrumento que Ben Yasin empleó para lograr la expansión territorial por las armas. Esta comenzó cuando la comunidad religiosa alcanzó un tamaño suficiente para tratar de imponer sus creencias religiosas por la fuerza a las tribus que inicialmente habían rechazado las reformas de Ben Yasin. La conquista almorávide, sustentada por el impulso religioso de la comunidad fundada por Ben Yasin —con el puritanismo como característica principal—, tenía también motivos económicos —aspiración a mejorar la situación económica y a controlar territorios más ricos— y culturales, pues enfrentó a los nómadas del Sáhara con las poblaciones sedentarias del norte, a la tribu Zanhaga con su tradicional rival, la Zeneta. Las tribus que se resistían perdían un tercio de sus posesiones cuando eran subyugadas.

## Conquista del desierto y regiones limítrofes

### Situación del Magreb occidental
Durante el siglo X, los omeyas de Córdoba habían disputado a los fatimíes el dominio del Magreb occidental, y con él, el de las rutas transaharianas y del oro que venía por estas hacia el norte del continente. En general esta lucha se realizó de manera indirecta, mediante grupos bereberes clientes de los dos califatos enemigos: normalmente cenetes los aliados con los omeyas y cenhegíes ziríes los ligados a los fatimíes. La desintegración del califato cordobés no puso fin al conflicto, sino que hizo que una serie de principados cenetes tomasen su lugar. Estos se enfrentaban entre sí y con los ziríes del este. La fragmentación política y las continuas luchas afectaron a la economía de la región, que entró en crisis. El territorio se hallaba también dividido en distintas comarcas religiosas y abundaban las sectas consideradas heterodoxas, entre las que destacaban la de los Barghawata y diversos grupos chiitas y jariyíes.

### Primeras campañas militares
Las primeras campañas militares para imponer por la fuerza la reforma religiosa y social que defendían tuvieron lugar en torno al 1049-1050 en las zonas costeras del Senegal. Primero acometieron a los Gudala, que recorrían las regiones próximas al mar y que habían expulsado anteriormente a Ben Yasin. Vencidos los Gudala y unidos al movimiento, Ibn Omar se dirigió entonces contra los Lamtuna, su propia tribu. Sometidos estos también en los combates librados en el Adrar, la ofensiva continuó hacia el sureste, contra los Banu Warit, y luego contra los Masufa y el resto de tribus cenhegíes situadas entre el Saguía el Hamra y el Níger medio. En torno al 1052, debió de haber concluido la unificación forzosa de las tribus cenhegíes. Dominado el desierto y unida la confederación tribal, los almorávides se aprestaron a lanzarse contra Marruecos, del que eran por entonces señores los cenetes. Precisamente el disgusto de parte de la población con la situación caótica creada por los principados cenetes facilitó la expansión almorávide.

### Sometimiento de la zona presahariana

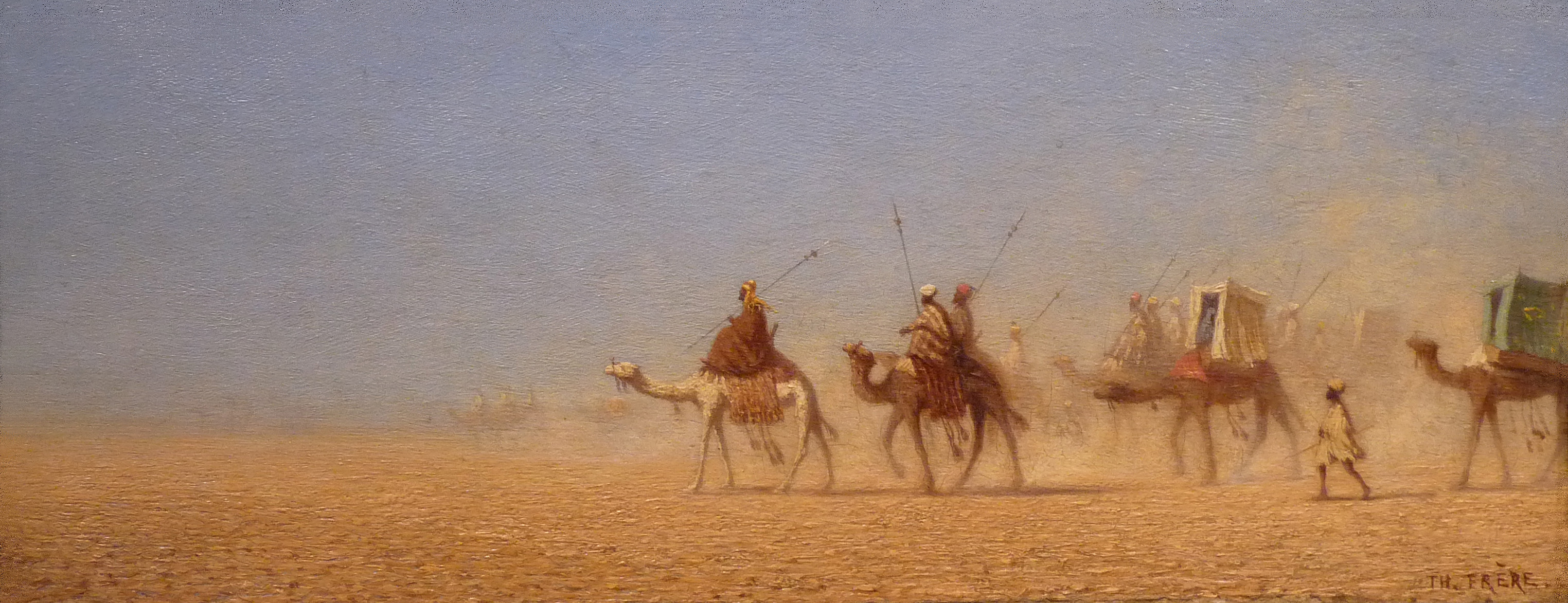
Caravana cruzando el desierto. La conquista de Siyilmasa otorgó a los almorávides el control de uno de los principales centros de las rutas transaharianas occidentales.

A continuación, los almorávides emprendieron la conquista de la zona de oasis de Tafilalet y Draa, cercana al desierto del que provenían. La conquista no fue sencilla y las tribus cenhegíes de la región resistieron con denuedo. Hacia el 1052-1053, los almorávides sometieron finalmente a los Targa y Lamta de la zona, y los sumaron a su causa. Parece ser que fue en esta época cuando Ben Yasin comenzó a llamar a sus seguidores almorávides, bien por haberse forjado el movimiento en la rábida (ribat, de donde deriva morabito o al-morávide), bien del término árabe rabitu, unirse a otros para combatir.
Dueños de la orilla izquierda del Draa, los almorávides amenazaban ya Siyilmasa, principal centro caravanero del comercio transahariano y oasis de la zona, una de las mayores ciudades del Magreb y dominado por la tribu Zeneta. Llamados por el portavoz de los jurisconsultos de la región, que se quejó de la opresión de los cenetes, los almorávides conquistaron la ciudad. Para ello contaron con su veloz contingente de camelleros y con las simpatías de las tribus cenhegíes sometidas a los cenetes Magrawa de Siyilmasa. Primero derrotaron al emir de la población, que había rechazado someterse, y luego, a finales del 1053, pusieron cerco a la ciudad antes de tomarla al asalto.
Ben Yasin impuso su riguroso sistema religioso a la ciudad conquistada: se abolieron los impuestos que no preveía la ley islámica —medida siempre muy popular—, se prohibieron los instrumentos musicales, se cerraron las tiendas que vendían vino y se repartió un quinto del botín obtenido entre los jurisconsultos que habían llamado en su auxilio a los almorávides. El puritanismo religioso de estos se extendió a la par con su expansión territorial. Los tres principales centros urbanos controlados por los almorávides eran entonces Siyilmasa, Aretnena, cercana a Audagost, y Azugui, al norte de Atar. Esta última, fundada por un hermano de Yahya ibn Umar al-Lamtuni en la parte norte del territorio Lamtuna, fue el centro del que partieron las primeras expediciones militares almorávides y se mantuvo como capital meridional de la dinastía.

### Luchas en el sur y levantamiento de Siyilmasa

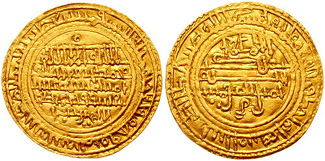
Dinar almorávide de Alí ben Yusuf. Almería, 1106-1142. El oro obtenido del comercio transahariano les permitió a los almorávides acuñar monedas de este metal. Una de las cecas del imperio se hallaba en Siyilmasa, importante centro del comercio del Sáhara.

Una vez que se adueñaron de la zona de oasis presaharianos, tierra de agua y pastos que mejoró su situación económica, los almorávides se volvieron contra los reinos negros del sur, Takrur y Ghana, tradicionales enemigos de los cenhegíes que a principios del siglo XI les habían arrebatado Audagost. Esta era un centro comercial destacado, parte de la ruta de las caravanas, y un lugar muy disputado por los Estados negros del sur y los bereberes del norte. En la segunda mitad del 1054, los almorávides atacaron la ciudad y la tomaron por asalto. Al dominar Siyilmasa y Audagost, obtuvieron el control de las rutas caravaneras de la región. Dos años más tarde, comenzaron a acuñar sus propios dinares en las cecas de Siyilmasa. La expansión territorial cesó al rebelarse Siyilmasa, donde el grueso de la población, descontento con el gobierno riguroso almorávide, pasó por las armas a la guarnición desprevenida. Los cenetes magrawíes recuperaron temporalmente el señorío de la región.
Ben Yasin ordenó el reagrupamiento de las tribus para retomar la ciudad perdida, pero los Gudala, que se sentían postergados por los Lamtuna, desoyeron el llamamiento y regresaron a sus territorios costeros. En una batalla entre los Gudala y los almorávides en el 1056, pereció Ibn Omar, en un momento de grave crisis para el movimiento. Al mismo tiempo, no obstante, su hermano, Abu Bakr ibn Omar, recuperó Siyilmasa en mayo del 1055, con sus propias fuerzas y las que le aportó Ben Yasin, reclutadas entre las tribus Targa y Sarta, sometidas hasta hacía poco a los cenetes. Esta victoria hizo que el mando militar almorávide pasase del fallecido Yahya a su hermano Abu Bakr.

## Conquista de Marruecos meridional

### Sometimiento del Sus
Antes de lanzarse a la conquista de las montañas marroquíes, los almorávides se adueñaron de las regiones que se extienden a sus pies al sur. Avanzaron hacia el centro caravanero de Nul Lamta desde Siyilmasa, por un territorio que, poblado por los Gazula y los Lamta, les resultó favorable. La ciudad se entregó sin resistencia, a finales del 1056 o comienzos del 1057. Luego se dirigieron hacia las llanuras del Sus, donde conquistaron la capital de la región, Tarudant. Los principales núcleos de resistencia a la conquista fueron aquellos lugares poblados por cenetes, entre los que se encontraban Massa y la propia Tarudant, habitadas por cenetes magrawíes. En un año de campaña, los almorávides se apoderaron de unos diez mil kilómetros cuadrados, limitados por el mar al oeste, Tafilalet al este, el Draa al sur y el Sus al norte.
La penetración en el Anti-Atlas tampoco fue difícil, pues poblaban la región otros grupos cenhegíes, que se unieron sin recelos a los almorávides.

### Conquista del Atlas superior

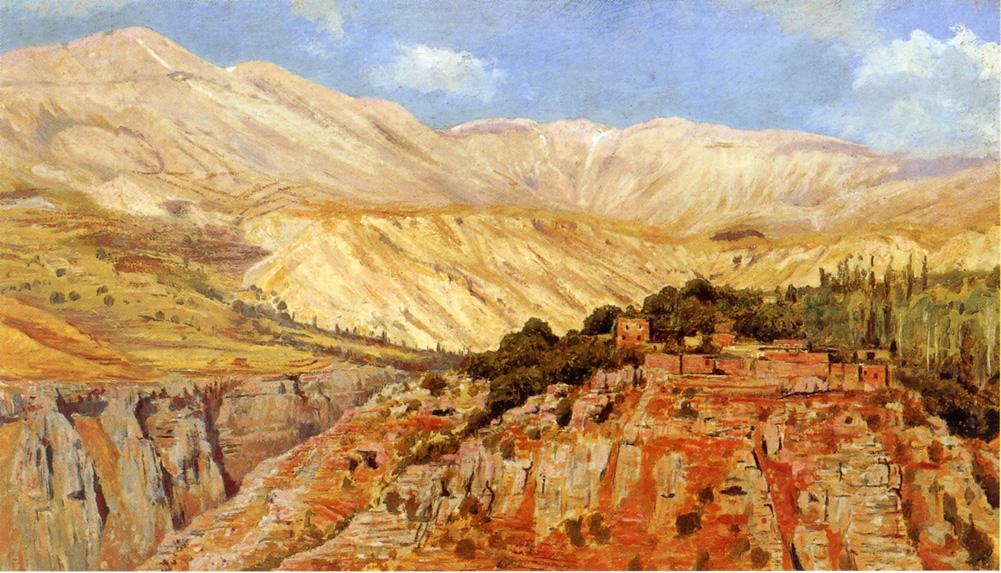
Vista de una población del Atlas. Los almorávides sometieron a las poblaciones bereberes —principalmente masmudíes— de la cordillera en una serie de campañas.

En el 1057 comenzó la penetración en la región del Atlas, dominada por los Masmuda. Avanzando desde Tarudant hacia Agmat domeñando sin problemas a los distintos grupos masmudíes que encontraron, los almorávides llegaron a la rambla de Sisawa y a la población homónima, que tomaron por la fuerza. Viraron entonces hacia el mar abandonando el avance hacia el noroeste que habían mantenido hasta entonces y, sometiendo a varias tribus más, cruzaron la llanura de Hawz en dirección al valle del Naftis. Allí la ciudad del mismo nombre, controlada por los masmudíes, se sometió a los almorávides a finales del 1057 o principios del año siguiente. En unos meses de campaña, estos conquistaron el territorio limitado por el uadi Tensift al norte y el Sus al sur y del uadi Naftis al mar.
A continuación, se encaminaron a Agmat, poblada por masmudíes, pero de la que era señor un magrawí poco querido por la población masmudí, que se puso del lado de los almorávides. Los magrawíes de la localidad, por el contrario, se resistieron a la conquista que, sin embargo, no pudieron impedir. La región era rica y con abundante comercio, numerosos palmerales y ganado y dependía débilmente de los señores Banū Ifrēn de Salé. Allí descansaron durante la primavera del 1058 las huestes de Ben Yasin de la dura campaña de los meses anteriores por el Atlas occidental. Antes de acometer a los ifraníes de Tadla, durante el verano realizaron una incursión para asegurar la ruta de Siyilmasa a Agmat en la que sometieron a diversos grupos masmudíes sin encontrar resistencia. Entre las poblaciones conquistadas se contó Uarzazat, la principal plaza de los masmudíes haskura. El casamiento de Ben Yasin con la hija de un jefe masmudí de Agmat facilitó además el sometimiento de amplias zonas del Marruecos meridional, pobladas por esta tribu.

### Sometimiento de las llanuras costeras
A finales de año, comenzó la campaña para adueñarse de las altas llanuras aluviales de la Tadla, dependientes del señorío de Salé y donde se había refugiado el derrotado señor magrawí de Agmat. Tras vencer cierta resistencia, los almorávides penetraron en la región, avanzando en dirección noreste. Allí se batieron con los ifraníes y los magrawíes, a los que vencieron, haciéndose con el control del territorio.
Tras domeñar la Tadla, los almorávides se lanzaron a combatir a los masmudíes Barghawata, a los que se consideraba herejes. Estos señoreaban las llanuras atlánticas a los pies del Atlas medio hasta la desembocadura del Bu Regreg y a algunos grupos cenetes de la región y contaban con crecidas fuerzas —unos veintidós mil jinetes— para enfrentarse a las huestes invasoras de Ben Yasin. La invasión almorávide comenzó en la primavera del 1059, tras cruzar el Umm Rabi, río que limitaba la Tadla por el norte y los dominios de los Barghawata por el sur. Avasallando a los distintos grupos cenetes con los que se fueron cruzando en su avance, alcanzaron la costa. Los combates con los Barghawata fueron encarnizados y los dos bandos sufrieron numerosas pérdidas. La resistencia Barghawata fue feroz, pero los almorávides lograron progresar hacia el norte. En uno de los combates librados durante junio o julio del 1059, empero, murió Ben Yasin. Fue una importante pérdida para los almorávides por ser el jefe espiritual y fundador del movimiento y le sucedió en el cargo una figura baladí de la que solo se conoce el nombre: Sulayman ibn Addu. Falleció poco después, también en la lid contra los Barghawata que, a pesar de todo, fueron finalmente derrotados.

### Reorganización, rebelión Masufa y freno a la conquista
Con la desaparición casi simultánea de los jefes religiosos, se acentuó el elemento político de expansión territorial y sometimiento de los cenetes dentro del movimiento almorávide, y perdió fuerza el religioso.
En el invierno del 1059-1060, vencidos los Barghawata pero debilitados por la dura lucha los almorávides, Abu Bakr regresó a Agmat, primera capital marroquí del Estado almorávide —aproximadamente desde el 1067—. En la primavera siguiente, sus huestes acometieron a los cenetes del Atlas central, en la región de Fazaz, y se apoderaron efímeramente de ella.
Concluida esta campaña, el avance por Marruecos se interrumpió por la rebelión de los Masufa, celosos de la preeminencia de los rivales Lamtuna, que ostentaban el mando de la confederación cenhegí. Abu Bakr cedió el gobierno de los territorios conquistados en Marruecos a su primo Yusuf ben Tasufín y partió de Agmat hacia el sur para enfrentarse a los rebeldes en el 1071.
Abu Bakr logró que los rebeldes regresasen a la obediencia, pero sus actividades detuvieron el avance en el norte durante dos años, pues las fuerzas que había dejado a su pariente eran exiguas para continuar las conquistas ante la resistencia cada vez mayor de los enemigos. Al volver Abu Bakr a Agmat, Ibn Tašufín se negó a devolverle el poder y logró que aquel renunciase y marchase al desierto, a combatir a los reinos negros del sur, en vez de desencadenar una nueva lucha en el seno de los almorávides como la que acababa de enfrentar a los Masufa y a los Lamtuna. Abu Bakr quedó como cabeza nominal del movimiento hasta su muerte en el 1087, y las monedas se acuñaban en su nombre, aunque el poder había pasado a Ibn Tašufin.
A diferencia de los omeyas cordobeses y de los almohades más tarde, ni Ibn Tašufin ni sus sucesores al frente del Estado almorávide se proclamaron califas, sino que se contentaron con arrogarse un título menor, el de «príncipe de los creyentes» (amir al-muslimin). Los almorávides reconocieron la supremacía religiosa del califa abasí de Bagdad, que les nombró formalmente soberanos del Magreb en el 1098, un nombramiento principalmente prestigioso.

### Sistema militar
Aunque se afirma que los almorávides podían reunir hasta treinta mil soldados, en general constituían sus ejércitos fuerzas mucho menores. Las fuentes mencionan una hueste acaudillada por Abu Bakr en el 1058 compuesta por cuatrocientos caballeros, ochocientos camelleros y dos mil peones. El grueso de las fuerzas provenía de las tribus Lamtuna, Masufa, Gudala, Gazula, Lamta y de la Masmuda de las llanuras.
La mayoría de los soldados almorávides eran infantes que combatían en filas, las primeras con largas lanzas —para evitar las cargas de caballería—, las siguientes, armadas con jabalinas —que podían perforar las armaduras—. Tanto la caballería como la infantería portaban escudos —hechos de la piel de un antílope del desierto y célebres por su resistencia— y sables. Los caballeros llevaban además corazas. Ante las primeras líneas iban siempre los portaestandartes, para animar a la tropa; con el mismo fin se utilizaban los tambores, que también servían para que se comunicasen las distintas unidades y para amedrentar al enemigo. La fuente de su armamento eran los artesanos de las regiones de Adrar y Draa, a los que habían sometido. Sus ejércitos eran muy eficaces en campo abierto, pero carecían de experiencia en poliorcética, lo que resultó una desventaja cuando tuvieron que afrontar la conquista de plazas bien defendidas, como Aledo, Toledo u otras de al-Ándalus. Ibn Tasufín, además de ser el primero en contratar fuerzas mercenarias, como arqueros turcos, y comprar esclavos para sus unidades, implantó otro importante cambio: la sustitución del camello por el caballo como principal montura de los soldados almorávides. Si el camello, cabalgadura habitual de los cenhegíes del desierto, había desempeñado un papel primordial en las primeras campañas almorávides, lo perdió en favor del caballo en la conquista de Marruecos y en los combates en al-Ándalus. El empleo de formaciones cerradas de caballería fue una innovación bélica almorávide, pues los combates de caballería en Europa solían ser singulares. Una de las fuentes del abultado tesoro almorávide que permitía sufragar la contratación de mercenarios era el comercio transahariano del oro, que surtía de este metal a Europa.
La flota apareció tardíamente, hacia el 1081-1082, cuando los almorávides necesitaron atacar Ceuta y se decidieron a intervenir en al-Ándalus.
La mayoría de las campañas, como sucedió durante toda la Edad Media, se realizaban en las estaciones más suaves del año; raras fueron las emprendidas en invierno. El grueso de los combates se libró entre mayo y octubre.
El mando militar central quedó en manos de algunos jefes de la tribu Lamtuna, si bien los puestos de menor importancia se entregaron en ocasiones a jefes de otras tribus sometidas. Esta cohesión del grupo dirigente evitó disensiones graves y rebeliones de los caudillos que mandaban las huestes almorávides, pero limitó el atractivo del movimiento para otros jefes no pertenecientes a este reducido círculo, ya que sabían que no podrían alcanzar los puestos clave en el Estado almorávide.
Los gobernadores almorávides de al-Ándalus no contaban con el favor de la población. Paradójicamente, la exclusión de los andalusíes de los asuntos militares, unida a la inexperiencia administrativa de los jefes almorávides, favoreció la influencia de las familias andalusíes más poderosas en la administración civil.

## Campañas de Abu Bakr contra los Estados negros
En el 1063 Abu Bakr emprendió la lucha contra el Imperio de Ghana, que se extendía entre el Atlántico y Tombuctú y contaba en derredor con una serie de Estados vasallos. Tardó diez o doce años de continuas campañas en someter Takrur y tomar en el 1076 la capital del imperio, Kumbi Saleh, que saqueó. Esta victoria puso fin al imperio rival. Eliminado este, los almorávides continuaron su avance hacia el este, hacia el Níger. El control almorávide de la zona, empero, fue pasajero. La muerte de Abu Bakr en el 1087-1088 desbarató de nuevo la unión de la confederación cenhegí, que nunca se recuperó, y permitió que las poblaciones negras del sur se sacudiesen el yugo almorávide; constituyeron estas nuevos Estados que amenazaron a los grupos cenhegíes de Audagost y del Adrar, aunque con menos fuerza que antaño. El fallecimiento de Abu Bakr marcó el fin tanto de la confederación de la que había surgido el poder almorávide como de la fase principalmente religiosa del movimiento. El centro de este se desplazó del desierto al norte, a Marruecos.

## Conquista del Marruecos septentrional

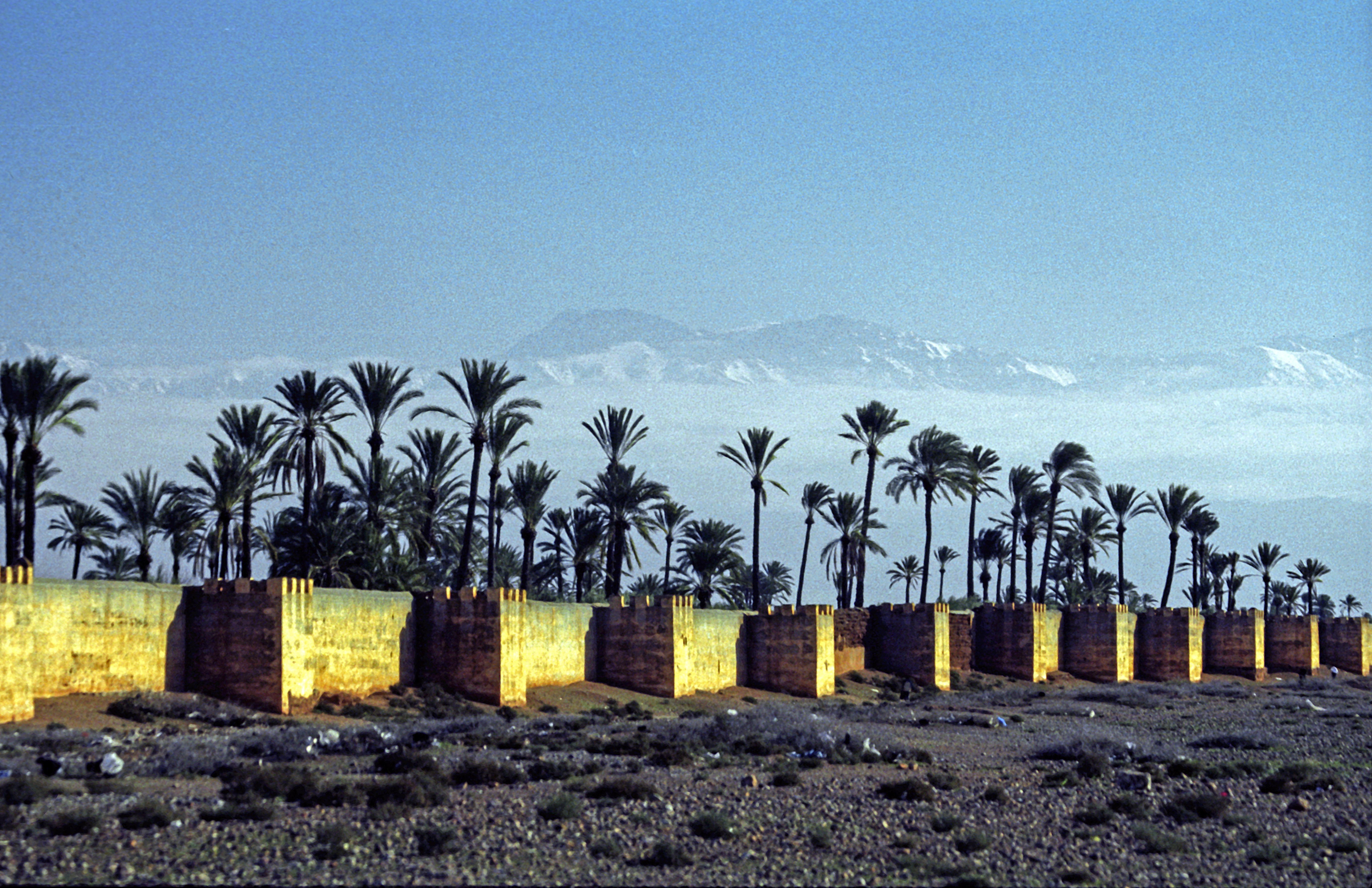
Marraquech, vista de la muralla defensiva. Marrakech, fundada por Yusuf ben Tasufín, se convirtió en la capital del imperio y representó el fin de la independencia de los musulmanes andalusíes que tuvieron durante todo el califato de Córdoba y el posterior periodo de taifas.

Tras fundar la nueva capital de Marrakech —primero como mero campamento militar desde donde emprender las nuevas campañas— en un lugar estratégico entre el mar y la montaña, sentar las bases de la Administración del Estado y reorganizar el Ejército, Ibn Tašufín reanudó la expansión territorial a principios del 1063. Primero se dirigió a Fazaz, dejó cercada su capital, Qalat Mahdi, que resistió durante nueve años, y venció a diversos grupos cenetes en la llanura de Sais, al sur de Fez y Mequinez. Obligó a los hamadíes que dominaban Fez a encerrarse en la ciudad, tras batirlos. Incapaz de tomar al principio la ciudad, marchó contra Sefrú, que conquistó. Tras concentrar de nuevo sus fuerzas ante Fez, los almorávides consiguieron finalmente apoderarse de ella, entre junio y diciembre del 1063. Entre ese año y el 1070, los almorávides conquistaron todo el Marruecos septentrional a excepción de Ceuta y Tánger.
Mientras Ibn Tašufín se hallaba campeando por el norte, sin embargo, el antiguo señor magrawí de Fez logró recuperarla mediante un golpe de mano e hizo asesinar a la guarnición almorávide que había quedado para custodiarla. A continuación, el señor de Fez derrotó y mató al de Mequinez, que se había sometido a los almorávides. Los almorávides trataron en vano de reconquistar Fez y tuvieron que contentarse con asediarla; el sitio duró cinco años.
Para debilitar la resistencia de Fez, en el 1065 Ibn Tašufín corrió las regiones al este y al norte de la ciudad, comarcas magrawíes que la sostenían. En el 1066, conquistó el Rif, poblado por grupos Gumara. Tras nuevos asaltos infructuosos, finalmente logró apoderarse de Fez el 18 de marzo del 1070. A continuación, emprendió una intensa reforma de la ciudad, que había quedado muy dañada por los combates.
En el 1071, las huestes almorávides conquistaron la región del río Muluya y en 1073 realizaron una campaña de castigo por el norte, en los territorios Gumara, levantiscos. En 1074-1075, sojuzgaron a varias tribus Miknasa entre Fez y Taza. Del 1075 al 1078 tuvo lugar el asentamiento de importantes grupos de tribus del desierto en Marruecos, llamadas por Ibn Tašufín para afianzar el poder almorávide en la región.
A continuación, los almorávides decidieron conquistar los reductos aún independientes en torno al estrecho de Gibraltar; el gobernador de la región atizaba continuamente a los Gumara contra los almorávides. En el 1077 estos marcharon contra Tánger, que tomaron tras derrotar a su ejército a las puertas de la ciudad.
Una vez conquistado el Magreb occidental marroquí, Ibn Tašufín implantó una reforma territorial, creando una serie de provincias y eliminando en parte la división tribal que había caracterizado el territorio hasta entonces. A las distintas provincias se superponía el Gobierno central marraquechí, al principio con escasos ingresos aparte de los botines obtenidos por las conquistas y el oro proveniente del comercio transahariano.

## Campañas hacia el Magreb central
En el 1079-1080, Ibn Tašufín envió un gran ejército a eliminar a los magrawíes de Tremecén, que suponían un peligro para los territorios orientales de los almorávides. El ejército llegó cerca de la ciudad tras desbaratar la resistencia cenete, pero no consiguió tomarla. En el 1081 el propio Ibn Tašufín campeó por el Rif y tomó Guercif, Melilla y Nekor, que arrasó. Luego conquistó la región al este del Muluya, poblada por los Banu Iznasan, y Uchda. Acto seguido se dirigió hacia Tremecén, que consiguió tomar.
El año siguiente continuó la expansión hacia el este, con la toma de Orán, Tenés y Argel, región también de mayoría cenete, como Tremecén. Más allá se extendían los dominios de los cenhegíes orientales, en los que los almorávides no penetraron. A finales del siglo XI, el Magreb quedó dominado por tres grupos bereberes: los almorávides, los hamadíes y los ziríes.
El dominio de la zona occidental por Ibn Tašufín, forjada en veinte años de campañas, realzó su prestigio en al-Ándalus, dividido en taifas y amenazado por las conquistas y campañas de los Estados cristianos del norte de la península ibérica. En esta se había producido una evolución inversa a la acaecida en el Magreb: mientras este quedaba unificado territorial y religiosamente por la labor de los almorávides, en aquella de la unidad territorial y religiosa del Califato de Córdoba del siglo X se pasó a la fragmentación y a las disputas teológicas. El rigor malikí almorávide contrastaba con la relajación religiosa y de costumbres ocurrida al norte y se ganó las simpatías de los jurisconsultos, que veían al grupo bereber como un movimiento renovador y reaccionario.

## Factores que favorecieron el movimiento almorávide
Los principales factores que favorecieron el movimiento almorávide fueron:
1. La solidaridad tribal y la reforma religiosa.
2. El factor económico. Las vastas extensiones de tierra donde pastaban los rebaños de los Sanhaya, presentaban un interés de primer orden: el control de las caravanas cargadas con toda clase de mercancías (principalmente, oro y sal) que tenían como destino el norte de África y al-Ándalus. Los Mesufa controlarían el eje Teghaza-Audagost-Siyilmasa; los Lemta el itinerario costero desde la desembocadura del río Senegal hasta la región del río Noul; los Gudala controlarían una mina de sal situada en el suroeste de la costa atlántica; y los Lemtuna controlarían el valle del Draa y el eje Audagost-Sus dirección Siyilmasa.
3. Fragmentación del mundo musulmán. En Ifriqiya (actual Túnez), tiene lugar la invasión hilaliana, la caída de Kairuán (1053) con intentos de prosperar hacia el oeste. En el Magreb occidental (actual Marruecos), los Barghawata dominan las llanuras atlánticas, los Idrisíes conservan las ciudades de Tamdoilit, Igli y Massa con intenciones de tomar Ceuta a los Omeyas de Córdoba; los Magrawa y sus primos, los Beni Ifren (Yafran), controlan Salé, Tlemecén, Tadla y Fezzaz; la taifa zeneta de Chellah controlaba desde Fez a Siyilmasa. Al-Ándalus se encontraba fraccionado en una multitud de reinos de Taifas.

## Desembarco en la península ibérica

Situación territorial de la península ibérica en el 1080, en vísperas de las campañas de Yusuf ben Tasufín. Estas concluyeron con la eliminación de las taifas y la incorporación de sus territorios al imperio almorávide.

Ya a comienzos de la década de 1080, Ibn Tašufín comenzó a recibir peticiones de ayuda de algunos reyezuelos andalusíes. En al-Ándalus se venía fraguando un movimiento, con partidarios tanto en el pueblo llano como entre los notables, favorable a la unión del islam contra los ataques cristianos y a la ortodoxia religiosa que representaban los almorávides. El primero fue Al-Mutawákkil de Badajoz, después de que Alfonso VI conquistase Coria en el 1079. En el 1082, el rey de la taifa sevillana, Al-Mu'tamid, se había negado a pagar las parias prometidas a Alfonso VI de León y había mandado asesinar a sus enviados. Esto desencadenó una incursión de represalia el año siguiente por el sur de la península, que atemorizó a los soberanos musulmanes de la región. Ese mismo verano, Al-Mu'támid, de acuerdo con Al-Mutawákkil de Badajoz, solicitó el auxilio de Ibn Tašufín que, sin apresurarse, comenzó a sopesar la posibilidad de intervenir en al-Ándalus.
Para empezar, cercó Ceuta, la única plaza que escapaba todavía a su dominio en el Magreb occidental. Los almorávides la habían conquistado ya en el 1077, pero la habían vuelto a perder. El emir contó para someter la plaza con la ayuda de la flota de Al-Mu'tamid, que desbarató los intentos de mantener el abastecimiento por mar. En septiembre del 1084, cayó la ciudad en manos del ejército sitiador, que mandaba un hijo de Ibn Tašufín, Tamim al-Mu'izz. A continuación, Ibn Tašufín marchó a Fez a comenzar la concentración de fuerzas para pasar a la península ibérica.
Mientras lo hacía, lentamente, Alfonso VI (1040-1109) tomó Toledo el 25 de mayo de 1085 y en el 1086 marchó a tratar de apoderarse también de Zaragoza, lo que alarmó a los andalusíes, que vieron peligrar su futuro, lo cual les impelió a tomar la decisión, no sin grandes reparos, de llamar en su auxilio a los curtidos guerreros almorávides, facción que predicaba el cumplimiento ortodoxo del islam. La pérdida de Toledo, en especial, había reforzado a los partidarios de solicitar el auxilio almorávide. El rey de la taifa de Sevilla Al-Mu'tamid, de acuerdo con los emires de Badajoz y Granada, pidió ayuda a Ibn Tašufín en estos términos:

Él (Alfonso VI) ha venido pidiéndonos púlpitos, minaretes, mihrabs y mezquitas para levantar en ellas cruces y que sean regidos por sus monjes [...] Dios os ha concedido un reino en premio a vuestra Guerra Santa y a la defensa de Sus derechos, por vuestra labor [...] y ahora contáis con muchos soldados de Dios que, luchando, ganarán en vida el paraíso.
Citado por al-Tud, Banu Abbad, de Ibn al-Jakib, al-Hulal, pág. 29-30

La delegación de las tres taifas acordó con Ibn Tasufín la realización de una campaña contra los Estados cristianos peninsulares, a cambio de la cesión de Algeciras, que debía servir de punto de entrada al territorio de las fuerzas almorávides. Los soberanos andalusíes se comprometían unir sus fuerzas con las almorávides contra los cristianos del norte y a sufragar la campaña, e Ibn Tašufín, por su parte, a respetar la independencia de aquellos. En junio comenzó la travesía de fuerzas almorávides a Algeciras, que reforzaron y abastecieron con esmero, fiándose poco de los versátiles reyezuelos andalusíes.

## Conquista almorávide de al-Ándalus

### Freno a la expansión leonesa
A pesar de la tensión generada por el inesperado desembarco almorávide, realizado antes de lo acordado, y el subsiguiente cerco de Algeciras que forzó la inmediata entrega de la ciudad por los sevillanos, Ibn Tasufín logró reunir en torno suyo a emires de las taifas meridionales —Sevilla, Granada y Badajoz— para emprender la ofensiva contra los cristianos. Sus huestes fueron bien recibidas en la región, deseosa de recuperar la iniciativa contra los enemigos septentrionales.
Ibn Tasufín marchó en septiembre a reunirse con Al-Mu'tamid en Sevilla. A continuación se hizo un llamamiento general a los soberanos andalusíes a participar en la próxima campaña contra los cristianos, considerada una guerra santa. En octubre de 1086 el soberano almorávide marchó a Badajoz, acompañado de fuerzas de casi todas las taifas meridionales; hacía pocos años que los cristianos se habían adueñado de Coria. Al mismo tiempo, Alfonso VI había abandonado el asedio de Zaragoza, pasado por Toledo y avanzaba por tierras pacenses. Llegado cerca de la capital de la taifa, acordó con Ibn Tasufín el día de la batalla, pero no respetó lo pactado y atacó de improviso a las fuerzas musulmanas. Aunque los cristianos desbarataron la vanguardia enemiga, formada por los contingentes de las taifas, la segunda línea, compuesta por almorávides y sevillanos, detuvo la acometida y permitió a la retaguardia, al mando del propio Ibn Tasufín, derrotarlos, aunque con notables pérdidas. Así los almorávides, decididos y más numerosos, vencieron a Alfonso en la batalla de Sagrajas, el 23 de octubre de 1086. La victoria musulmana permitió a los reyes de las taifas dejar de pagar parias a Alfonso.

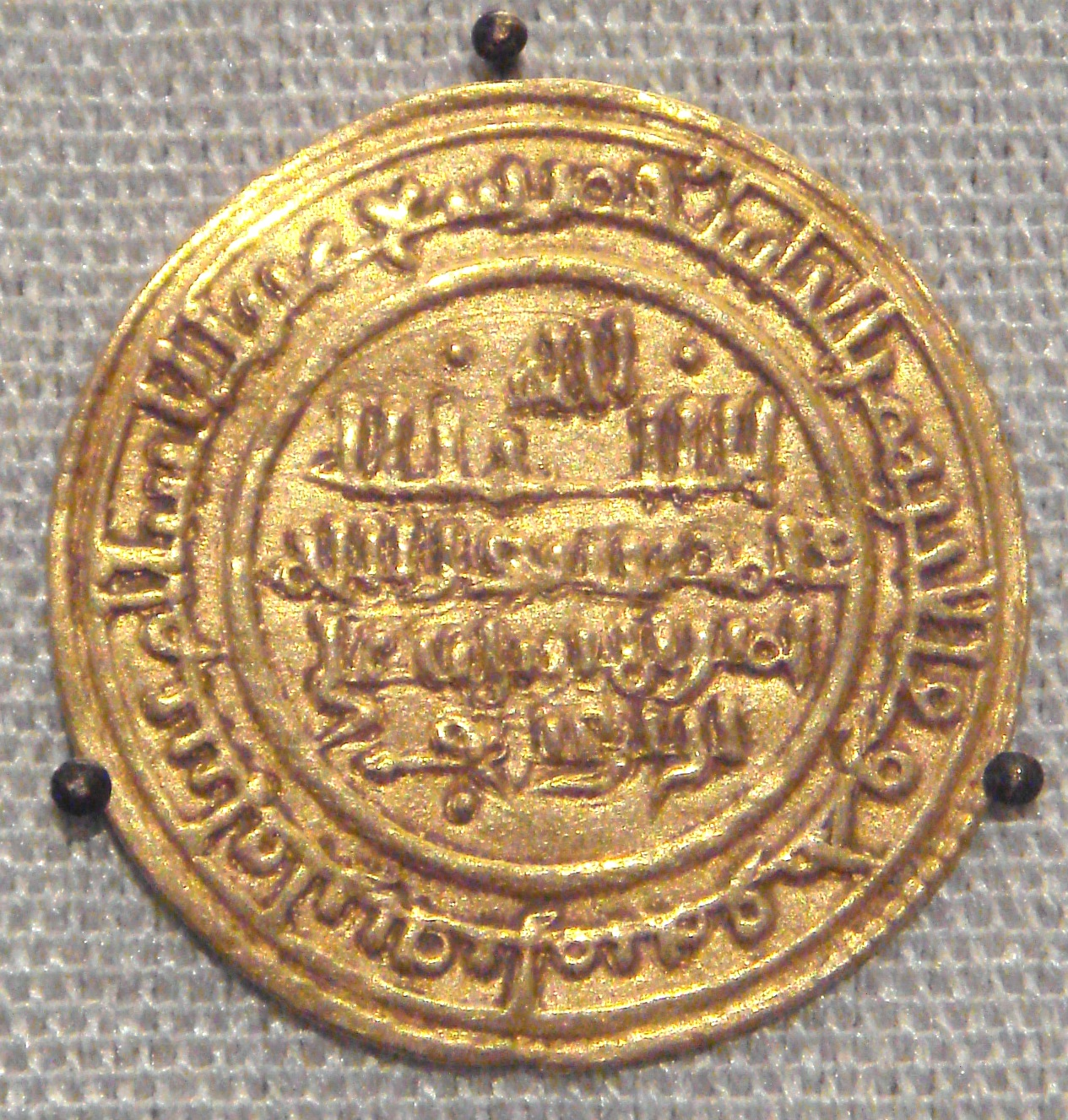
Dinar de oro almorávide procedente de Sevilla, datado en 1116 (British Museum). El dinar de oro almorávide sería el precursor del maravedí.

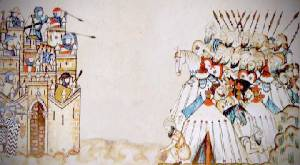
Miniatura del infructuoso sitio de Aledo que tuvo lugar en el verano del 1088. Las disensiones entre los reyes de taifas hicieron fracasar la campaña. Los posteriores acuerdos de estos con Alfonso VI para evitar las represalias disgustaron a los almorávides, que se decidieron a eliminarlos.

No aprovecharon la victoria puesto que, recién obtenida, el emir Yusuf ben Tasufín volvió al norte de África debido a que su hijo y heredero, Abu Bakr, acababa de morir. El triunfo almorávide había eliminado temporalmente del acoso cristiano a las taifas occidentales, pero este persistía en las orientales, e Ibn Tasufín apenas había dejado tres mil soldados en la península al retirarse. Otorgó además a los almorávides el papel de mediadores entre los malavenidos soberanos andalusíes y de tutores de estos, hasta su posterior desaparición. Durante dos años, empero, reinó una calma relativa en la península, mientras Ibn Tašufín reforzaba su control del territorio magrebí y las fuerzas cristianas se reagrupaban. El soberano almorávide exhortó en vano a los régulos andalusíes a observar más estrictamente los dictados islámicos y a unirse frente a los enemigos del norte y por el momento evitó mezclarse en la política peninsular.
En Xarq al-Ándalus, los castellanos amenazaban Murcia desde Aledo y en Valencia el Cid acaudillaba una gran hueste, pagada por los tributos que recibía de los soberanos musulmanes del sureste. Ante esta situación, notables de la región y el emir sevillano solicitaron a Ibn Tasufín que realizase una segunda campaña contra los cristianos. Probablemente en junio del 1088, se realizó un fallido ataque contra Aledo, frustrado por las disensiones entre los andalusíes. Tras cuatro meses de infructuoso asedio, el anuncio de la llegada de Alfonso en socorro de la plaza y la hostilidad de los murcianos, a cuyo soberano, Ibn Rashiq, habían entregado los almorávides a su rival sevillano por cooperar con los sitiados, hicieron que se levantase el cerco. Los cristianos, no obstante, decidieron evacuar la plaza e incendiarla, puesto que el asedio la había dañado mucho. En noviembre y tras enviar dos destacamentos a Valencia, Ibn Tašufín volvió al Magreb.
Redobladas las exacciones e intromisiones cristianas en el territorio, los andalusíes reclamaron cada vez con más insistencia la anexión del territorio al Estado almorávide, que consideraban único protector posible frente a los cristianos. Los tratos de los soberanos de las taifas con Alfonso tras el fracaso de Aledo y su decisión de reanudar el pago del tributo disgustaron a Ibn Tašufín, que decidió acabar con ellos. En opinión del almorávide, los reyezuelos andalusíes habían demostrado su incapacidad y debilidad. Los almorávides criticaban las divisiones de los régulos, el lujo de sus cortes, la impotencia que mostraban para frenar las acometidas cristianas, su indiferencia por la religión y la ilegalidad de su sistema impositivo. La eliminación de las taifas que realizaron, puso fin, sin embargo, al apogeo artístico y cultural andalusí que se había alcanzado en el siglo XI, consecuencia de la rivalidad entre las cortes de los emires. La situación mejoró para juristas y religiosos, —firmes partidarios de los almorávides— pero empeoró para poetas y literatos, aunque soberanos y gobernadores almorávides no prescindiesen del todo de estos.

### Anexión de las taifas occidentales

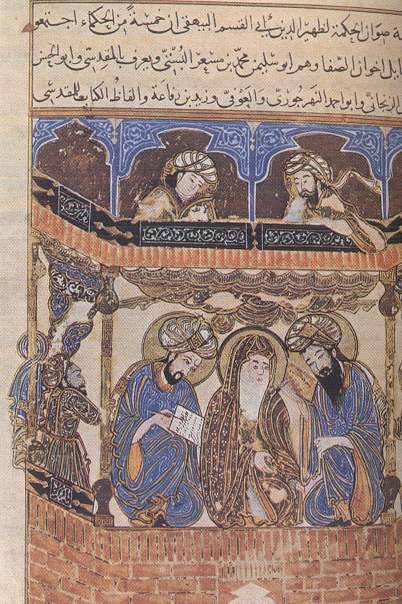
Alfaquí con discípulos. Los alfaquíes fueron partidarios decididos de los almorávides, a los que veían como revitalizadores de la ortodoxia islámica y azote de los licenciosos monarcas andalusíes.

Los almorávides volvieron a cruzar el estrecho de Gibraltar en junio de 1090 y se fueron apoderando de los reinos de taifas. El primer movimiento del emir fue, sin embargo, atacar Toledo, a donde debió de llegar a finales de julio. A finales de agosto, el ejército almorávide no había podido apoderarse de la estratégica plaza y, ante la inminente llegada de socorros al mando de Alfonso VI de León y Sancho Ramírez de Aragón, decidió abandonar el cerco. El emir no parece haber contado esta vez con la colaboración de las taifas andalusíes y, para asegurarse la retaguardia ante nuevas campañas contra los cristianos ibéricos, se aprestó a someterlas.
Ibn Tasufín, con dictámenes de los jurisconsultos contrarios al desempeño de los emires ziríes de Granada y Málaga, los convocó ante sí. El 8 de septiembre, se apoderó de la primera, que su emir tuvo que entregar ante la falta de simpatías de la población, que le impidió oponerse al soberano almorávide. El emir zirí había tratado en vano de recabar la ayuda de los demás soberanos andalusíes y de Alfonso, sin obtener el auxilio material que hubiese necesitado para resistir. En octubre el soberano almorávide se hizo también con Málaga, cuyo señor era hermano del depuesto rey granadino.
Luego Ibn Tasufín volvió al Magreb, dejando en la península ibérica a su primo Sir ibn Abu Bakr con el mandato de reducir el resto de las taifas de al-Ándalus. Para ello contó con el decidido apoyo del partido clerical, representado por los alfaquíes, que condenaron en bloque a los soberanos andalusíes, justificando así su derrocamiento a manos de los almorávides, que aparecían como justos defensores de la fe. Cinco ejércitos diferentes acometieron a los diversos monarcas andalusíes.
El adalid almorávide conquistó Tarifa antes de acabar ese año, en diciembre, con el objetivo de asegurar las comunicaciones con el Magreb. A continuación, se dirigió contra la importante Taifa de Sevilla, que para defenderse se coligó con Alfonso VI. La alianza tuvo dos importantes consecuencias: que Zaida, la viuda del hijo de al-Mutámid fue enviada a Alfonso y tuvo con él al heredero leonés, Sancho Alfónsez, y la cesión de una serie de importantes fortalezas fronterizas que le servirían al rey leonés para defender Toledo. Entre estas se contaban: Alarcos, Caracuel, Consuegra, Cuenca, Huete, Mora, Oreja y Uclés. La mayoría de las poblaciones fortificadas se rindieron sin resistir. El 27 de marzo del 1091, los almorávides tomaron Córdoba, cuya defensa estuvo dirigida por uno de los hijos del emir sevillano, que pereció en ella. Desde allí se apoderó de la fortaleza de Calatrava. Otro de los hijos del emir de Sevilla acabó por entregar Ronda en abril. El 9 de mayo, los norteafricanos se apoderaron de Carmona, tras sitiar Almodóvar del Río. Los leoneses, que acudieron en socorro de los sevillanos tardíamente, resultaron derrotados en Almodóvar del Río; en septiembre, tras varios meses de asedio, cayó Sevilla, que fue saqueada. Al mismo tiempo, otra hueste almorávide se hizo con Almería, cuyo nuevo emir la abandonó y fue a refugiarse en la corte de los hamadíes del Magreb.
Tras tomar Úbeda, los bereberes seguidamente sometieron las taifas de Jaén, Murcia —en octubre del 1091— y Denia. A finales del 1091, de las taifas meridionales solo la de Badajoz seguía independiente de los almorávides. Al año siguiente, un hijo de Yusuf ben Tasufín, Muhámmad ibn Aisha expulsó también a los leoneses de Aledo y avanzó hasta Alcira. La toma de Aledo franqueó el camino a Valencia, objetivo almorávide durante la siguiente década. El avance de Ibn Aisha hacia esta, en el que se adueñó de Denia, Játiva y Alcira (1092), apenas encontró oposición. Ante la cercanía almorávide y la ausencia del Cid, una facción de Valencia se alzó contra su señor títere Al-Cádir, lo asesinó, y se hizo con el gobierno de la ciudad, que no entregó a los almorávides.
Aunque había colaborado con los norteafricanos, Badajoz fue anexionada a principios del 1094. El emir había tratado de evitarlo coligándose con Alfonso VI a cambio de cederle Lisboa, Cintra y Santarem, en vano. Tanto él como sus hijos fueron asesinados cuando se los llevaban cautivos a Sevilla. En noviembre de ese año, Ibn Abu Bakr se apoderó de Lisboa, que el conde Raimundo de Borgoña, esposo de la princesa Urraca, fue incapaz de defender. A finales del 1094, todo al-Ándalus a excepción de la zona oriental, dominada por el Cid, había pasado a manos almorávides. El gobierno de las nuevas provincias, que fundamentalmente mantuvieron las fronteras de las taifas desaparecidas, quedaron en general en manos de familiares de Ibn Tasufín, a menudo hijos y nietos.

### Anexión de las taifas orientales
Mientras el Cid se hallaba ausente en una cabalgada por las tierras riojanas, tuvo lugar un levantamiento contra el soberano títere de la taifa, Al-Qádir, mandado asesinar por el cadí Ibn Yahhaf; los insurrectos entregaron la ciudadela de la población a los almorávides. A continuación, estos prosiguieron su lento avance hacia el norte, a lo largo de la costa, y sometieron también la Taifa de Alpuente.
El Cid emprendió el regreso a Valencia en noviembre del 1092 y conquistó algunas poblaciones estratégicas de camino a recuperar el control de aquella. En principio, los valencianos se avinieron a reanudar el pago de tributo al castellano ante la pasividad de los almorávides, que evitaron enfrentarse a él. El pacto entre los dos bandos, sin embargo, fue temporal, y se desbarató en julio del 1093. Tras un largo asedio que duró del otoño del 1093 al 17 de junio del 1094, recuperó finalmente Valencia. Los sucesivos intentos almorávides de socorrer la ciudad fracasaron. En el otoño del 1093, había fracasado el intento de auxilio a los cercados, ante la inundación de la huerta por el Cid; la siguiente campaña llegó demasiado tarde, una vez rendida la ciudad. En agosto o septiembre del 1094, nuevas fuerzas almorávides cruzaron el estrecho para sostener las conquistas en el Levante y retomar Valencia, mandadas por un sobrino de Ibn Tasufín, Abu Abd Allah Muhámmad ibn Tasufín. El Cid rechazó por dos veces a los almorávides, la primera cuando acudieron a reconquistar Valencia en otoño de ese mismo año en la batalla de Cuarte, en la que obtuvo la victoria mediante un ardid, y en un segundo intento en enero del 1097, en el que los venció en la batalla de Bairén, con ayuda de refuerzos enviados por Pedro I de Aragón. Protegió durante algunos años a las taifas orientales, las únicas que aún no habían conquistado los almorávides. Dominó la región hasta su muerte en el 1099, a pesar de la hostilidad de sus emires, que colaboraron en las incursiones almorávides.
Ibn Tasufín volvió a cruzar el estrecho a mediados del 1097, preocupado por la resistencia del Cid y la incapacidad de sus fuerzas de tomar Valencia. Emprendió una incursión hacia Toledo para distraer los refuerzos que los cristianos pudiesen concentrar en el este. En efecto, obligó a Alfonso VI a regresar al centro de la península cuando ya se encaminaba a Zaragoza. Las fuerzas leonesas trataron de defender la frontera sur del reino, que por entonces aproximadamente seguía la línea Consuegra-Belmonte-Cuenca, y solicitaron ayuda al Cid, que envió a su hijo y a Aragón. El choque entre los dos ejércitos se produjo en Consuegra el 15 de agosto y acabó con una clara victoria musulmana. Las fortalezas que protegían Toledo, sin embargo, permanecieron en manos cristianas a excepción de la propia Consuegra, de la que se apoderaron los almorávides en el 1099. Tras la batalla, los almorávides habían cercado esta infructuosamente durante varios días, y habían batido a Álvar Fáñez en la comarca de Cuenca. Pese a haber vencido, los almorávides se retiraron rápidamente.
El triunfo, sin embargo, no les sirvió para tomar Valencia, donde el Cid decidió permanecer en vez de acudir a Toledo, temeroso de nuevas revueltas o golpes de mano almorávides si se ausentaba de la ciudad. Su sobrino Álvar Fáñez, no obstante, fue derrotado en Cuenca también durante el verano por las fuerzas que mandaba uno de los hijos de Ibn Tasufín, Muhámmad ibn Aisha. Seguidamente, este batió a un contingente valenciano cerca de Alcira.
Los continuos reveses cristianos no impidieron que el Cid tomase Murviedro y Almenara, pero sirvieron de preludio a una nueva campaña que preparó Ibn Tasufín y que acabó por quebrar la resistencia de aquellos. En el 1099, muerto ya el Cid, los almorávides tomaron Consuegra en junio y gran parte de las fortalezas que protegían la comarca, pero no lograron hacerse con Toledo, que atacaron al año siguiente. La conquista de Consuegra hizo perder a los leoneses gran parte de la taifa toledana de la que se habían apoderado en 1085 y fijó la frontera en el Tajo, lo que dejó a Toledo muy expuesta a futuros asaltos almorávides.
A finales de agosto del 1101, nuevas huestes almorávides se presentaron ante Valencia y la sometieron a asedio. En mayo del 1102, Jimena Díaz, viuda del Cid, evacuó la ciudad, que incendió, ayudada por Alfonso VI, que acudió para dirigir la operación. El rey leonés había logrado desbaratar el sitio en abril pero, consciente de la fuerza de los atacantes e incapaz de defenderla, había decidido evacuarla. Los almorávides se adueñaron entonces de Valencia el 5 de mayo. A continuación cayeron en su poder algunas plazas situadas más al norte, controladas hasta entonces por aliados o protegidos del Cid: Castellón en el 1103, Albarracín en abril del 1104. También fueron sometidas Alpuente, Lérida y Tortosa, en fechas desconocidas.
Para entonces, solo escapaban de los cenhegíes la gran Taifa de Zaragoza y la insular de Mallorca.

### Últimas acciones de Ibn Tasufin
Mientras se concluía la conquista de al-Ándalus, los territorios magrebíes permanecían en calma y prósperos, salvo la región de Tremecén, cuyos gobernadores se empeñaron en acosar a los vecinos hamadíes. Aunque a finales del 1102 conquistaron Assir, fueron derrotados por el emir hamadí y perdieron temporalmente Tremecén, que fue saqueada como castigo por la incursión almorávide. A principios del 1103, Ibn Tasufín pasó a la península ibérica para inspeccionar el gobierno del territorio y hacer reconocer como heredero a su hijo Alí ibn Yúsuf, que ya había sido proclamado tal el año anterior en el Magreb. Luego nombró gobernador de la región de Tremecén al conquistador de Valencia, para que se ocupase de enderezar los asuntos de la problemática comarca.
Ese mismo año, Alfonso VI emprendió el cerco de Medinaceli, estratégica plaza en el camino que conectaba Zaragoza con Sevilla. Los leoneses vencieron además a un ejército almorávide en los alrededores de Talavera de la Reina en junio, combate en el que pereció el gobernador de Granada.
En la península ibérica, el nuevo gobernador de Valencia se anexionó la Taifa de Albarracín el 6 de abril del 1104 y prestó auxilio al soberano de la de Zaragoza, amenazado por Alfonso I el Batallador. Estos fueron los últimos actos destacados de Ibn Tasufín, que regresó al Magreb, donde falleció casi centenario el 4 de septiembre del 1106 en Marraquech. El sometimiento de Zaragoza y de las Baleares quedó para su hijo y heredero, Alí. Este, que contaba con veintidós años, se hizo con el poder sin problemas. Únicamente se alzó contra él un sobrino, en Fez, y la rebelión fue aplastada antes de terminar el año. Durante los primeros años de su reinado, el imperio alcanzó su extensión máxima. Tras una década de progreso, sin embargo, comenzó su decadencia, que Alí no supo frenar.
La administración implantada por el difunto emir, muy eficaz durante su reinado y cuyo núcleo era el ejército, la encabezaban un grupo de familiares y estrechos aliados del soberano, con el que colaboraba una serie de secretarios andalusíes, incorporados durante la conquista ibérica.

### Zaragoza y Baleares
Zaragoza mantenía una posición de equilibrio entre sus vecinos del sur y los cristianos del norte, cada vez más amenazantes. Los aragoneses habían tomado varias plazas en los últimos años del siglo XI y principios del XII (Monzón en el 1089, Huesca en el 1096, Barbastro en el 1100, Ejea en el 1105, etc.) y avanzaban hacia el Ebro. Aunque pagase parias a los cristianos y hubiese empleado al Cid, el emir zaragozano también trataba de mantener buenas relaciones con los almorávides. En 1102, Al-Musta'in II envió a su hijo a Marrakech a participar en la proclamación como heredero de Alí ben Yusef ben Tashfin, presentando a su Estado como barrera contra el avance cristiano, con lo que logró posponer una campaña contra él que estaba a punto de emprenderse desde Valencia. A partir de ese año y con la toma de esta última, había comenzado la expansión almorávide al este de la taifa: Lérida, Fraga (1104) y la costa de Tortosa a Valencia cayó en poder de los cenhegíes. Zaragoza dejó de pagar las parias a Alfonso VI. Esta taifa conservó la independencia gracias, en parte, a las buenas relaciones que Al-Musta'in II de Zaragoza mantuvo con el emir Yúsuf ibn Tasufín. A partir de 1106, sin embargo, era prácticamente vasalla del emir almorávide.
Muerto Al-Musta'ín al volver de una incursión por tierras de Tudela en 1110 con la que había tratado de apaciguar al partido filoalmorávide y dar sensación de firmeza ante los cristianos, le sucedió su hijo Abdelmálik, que no logró sostenerse en el trono. Sus propios súbditos solicitaron que se retirase el ejército almorávide que acudió a la ciudad a apoderarse de ella, pero luego derrocaron al nuevo soberano y entregaron Zaragoza al gobernador almorávide de Valencia el 31 de mayo del 1110. Abdelmálik se había retirado para entonces a la fortaleza de Rueda de Jalón, sin fuerzas suficientes para oponerse a los almorávides.
Únicamente permanecía independiente de entre todas las taifas andalusíes la de Mallorca, debido a su situación isleña y el poderío de su flota, con la que saqueaba constantemente las costas de los Estados cristianos. Contra ella enviaron catalanes, genoveses y pisanos una expedición en 1114. Ramón Berenguer III mandó la expedición que se prolongó casi todo el año, aliado con la república de Pisa, el vizconde de Narbona y el conde de Montpellier. Los cristianos desembarcaron en agosto del 1114 y tomaron Mallorca en abril del año siguiente. Tras saquearla y realizar una gran matanza, se retiraron. Una flota almorávide llegó a finales de 1115 y tomó posesión de las islas. La última de las taifas de al-Ándalus sucumbió a finales del año 1116.
La fácil conquista de la región por un grupo considerado por los aborígenes bárbaro se debió tanto a la extrema debilidad militar de la taifas (que carecían —salvo Sevilla— de fuerzas apreciables, dependían en general de escasos mercenarios y, por el pago de parias, no contaban con fondos para contratar contingentes mayores), como al favor que parte de la población, en especial los alfaquíes, otorgaron a los almorávides. Los jurisconsultos apreciaban el elemento de renovación religiosa del movimiento, su inclinación a la guerra santa, así como la oportunidad de ganar influencia política y religiosa, dado el notable respeto con el que los dirigentes de este trataban las opiniones de los expertos en religión en estos dos aspectos. Fue este grupo, el de los alfaquíes, el que otorgó el principal respaldo legitimador a la expansión almorávide y a su sistema fiscal. Los comerciantes y el pueblo llano apreciaban las posibilidades de comerciar con las provincias magrebíes de los invasores y la promesa de abolir los impuestos no estipulados en el Corán —necesarios para el pago de las parias y para el mantenimiento de las tropas mercenarias y de las onerosas cortes—, lo que privó en muchos casos a los reyezuelos de las taifas de todo apoyo y de la posibilidad de impedir la pérdida de sus territorios.

## Victorias de Ibn Yúsuf en al-Ándalus occidental

Máxima extensión del imperio almorávide, alcanzada durante el reinado de Alí ibn Yúsuf, a principios del siglo.

Los jefes militares almorávides mantuvieron un acoso constante contra los enemigos del norte, que se encontraban en una situación desigual para afrontarlo. El condado de Portugal y Castilla se hallaban debilitados y vulnerables a los asaltos almorávides, mientras que el reino de Aragón —protegido durante los primeros años del reinado de Alí ibn Yusuf por la taifa zaragozana— y el condado de Barcelona estaban en mucha mejor situación militar para repelerlos.
Las campañas militares quedaron en manos del hermano de Alí, Tamin, al que había nombrado gobernador general de al-Ándalus. Reunió fuerzas de diversos puntos de la península a principios de mayo y marchó contra la fortaleza clave del sistema defensivo castellano en el Tajo, Uclés. Los almorávides tomaron por sorpresa la fortaleza el 27 de mayo, cuya alcazaba resistió. Pocos días más tarde acudió en socorro de la plaza un ejército leonés, en el que iban Sancho Alfónsez, el heredero de Alfonso VI de León, y dos de sus mejores capitanes: Álvar Fáñez y García Ordóñez. La batalla de Uclés, muy reñida, terminó con derrota cristiana y, sobre todo, con la muerte del infante de León. Aunque al comienzo los leoneses habían logrado hacer retroceder al centro almorávide, quedaron flanqueados y fueron vencidos. Fáñez logró escapar del cerco enemigo, pero Sancho y los siete condes que lo acompañaban perecieron cuando huían para refugiarse en el castillo de Belinchón; la población musulmana de esta localidad se alzó contra los leoneses y los pasó por las armas. La derrota castellana supuso un desastre militar: quedó desmantelada la frontera fortificada del Tajo, en la que se perdieron una serie de plazas (Medinaceli, Huete, Ocaña y Cuenca). Casi toda la región fronteriza —fundamentalmente el valle del Tajo— pasó a poder de los almorávides. Estas ganancias les permitieron hacerse con la antigua calzada romana que comunicaba Sevilla con Zaragoza, de la que consiguieron adueñarse poco después, en el 1110. También apretar el cerco de Toledo al entorpecer sus comunicaciones con el exterior.
Al año siguiente, en agosto del 1109, el emir almorávide intentó aprovechar la debilidad castellana para tomar Toledo. Dominaba ya las fortalezas al este de la ciudad, que había conquistado tras la victoria de Uclés, y decidió apoderarse de la principal de las occidentales, Talavera. Sus fuerzas la tomaron al asalto el 14 del mes, tras vaciar parcialmente el foso que la protegía. Después de correr las tierras de Guadalajara y Madrid, establecieron el sitio de Toledo, que defendía Álvar Fáñez, al que los almorávides habían derrotado ya en ocasiones anteriores. Esta vez, sin embargo, defendió con éxito la plaza y repelió tenazmente los asaltos enemigos; tras un mes de operaciones y sin avances, Alí ordenó el levantamiento del cerco y volvió a Córdoba. Durante el turbulento reinado de Urraca, la defensa de Toledo quedó en manos esencialmente de Fáñez —hasta su muerte en Segovia en 1114— y del obispo de la ciudad, de origen francés, Bernardo. Aunque los almorávides habían fracasado en el objetivo de la campaña, mantuvieron la iniciativa militar en la región, mientras León, que había sufrido un duro castigo por las correrías enemigas, se sumía en los problemas de la sucesión, ya que el anciano Alfonso VI había muerto el 30 de junio. En los años siguientes se apoderaron de importantes plazas de la antigua taifa, que asolaron: Oreja (1113), Zorita, Albalate y Coria. Toledo, por el contrario, se les siguió resistiendo: el gobernador almorávide trató en vano de tomarla en 1114 y 1115, y pereció derrotado tratando de apoderarse de ella este último año. Pese al cerco almorávide, los leoneses se sostuvieron, emprendieron algunos contraataques y conservaron una serie de plazas estratégicas que sirvieron para defender Toledo: Madrid al sur del Sistema Central y Ávila, Segovia y Salamanca, al norte de este.

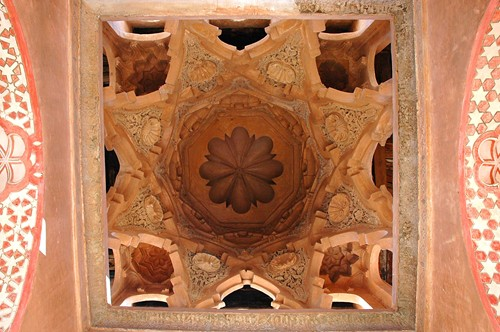
Vista interior de la cúpula de la Koubba Ba'adiyn (1120), en Marrakech.

Sir ibn Abu Bakr realizó una ofensiva por las regiones más occidentales a finales de la primavera del 1111: recuperó Badajoz, que se había sublevado, y Lisboa y tomó Cintra, Évora y Santarém. Esta última había sido una de las principales plazas fuertes cristianas en la región, desde la que se había amenazado Lisboa y sus alrededores.
En el otro extremo de la península, al-Hach continuaba acosando a aragoneses y barceloneses desde Zaragoza. En el 1112 realizó una algazúa por la comarca de Huesca. El año siguiente, entre junio y septiembre y ayudado por las fuerzas leridanas, corrió el condado de Barcelona, aprovechando la ausencia de su señor, que se encontraba en las Baleares. Aunque el grueso del ejército, cargado con rico botín, logró regresar sin contratiempos, al-Hach, que decidió acortar camino por un terreno escarpado, cayó en una celada en la que perdió la vida junto con la mayoría de sus acompañantes, cerca de Martorell. Esta derrota tuvo una importante consecuencia: la pérdida de la dirección militar de las fuerzas del Levante, tanto por la muerte de al-Hach como por la incapacidad en que cayó Ibn Aisa, impresionado por la matanza de la que consiguió escapar con grandes apuros.
A finales del 1114 o principios del año siguiente, sucedió al mando de las fuerzas levantinas el cuñado de Alí y a la sazón gobernador de Murcia, Abu Bakr ibn Ibrahim ibn Tifilwit, que emprendió una incursión de castigo a lo largo de la costa que llegó hasta Barcelona. A finales de abril o comienzos de mayo, Ramón Berenguer, vuelto de Mallorca, levantó el sitio de su capital y obligó a los almorávides a retirarse. Durante los dos años siguientes, el valí de Zaragoza no emprendió nuevas campañas.
En mayo del 1117, el propio Alí pasó a la península, y marchó al frente de una crecida hueste hacia el occidente. Tras pasar Santarém, penetró en territorio cristiano y en junio asedió y conquistó Coímbra, que abandonó, empero, a las pocas semanas. En 1119, los almorávides se adueñaron de Coria, conquistada por los leoneses en el 1079.

## Decadencia
Apenas alcanzado el apogeo territorial en torno al 1117, el Imperio almorávide comenzó de inmediato su decadencia. Su ascenso y caída fueron tan veloces los cenhegíes que dominaron al-Ándalus tan solo durante una generación. En la península ibérica y pese a la gravísima crisis en la que se sumió León a la muerte de Alfonso VI, el resto de Estados comenzaron a hostigar con ahínco a los almorávides. Especialmente activo fue Alfonso I de Aragón, que primero se apoderó de Zaragoza en el 1118, luego de las fortalezas del sur de la vega del Ebro (Calatayud y Daroca) y continuó acometiendo a las fuerzas almorávides hasta su muerte en el 1134. En la primera mitad del siglo, desmanteló completamente la Frontera Superior andalusí, lo que perjudicó gravemente el prestigio militar almorávide. En el oeste, la debilidad castellana permitió la independencia del condado de Portugal, primero en manos de una hija ilegítima de Alfonso VI y luego de su hijo, Alfonso, que asumió el título de rey y expandió sus dominios a costa de los almorávides con ayuda de cruzados venidos del norte de Europa.

### Derrotas en el Ebro y descontento andalusí
Aprovechando el desconcierto en Zaragoza por la muerte del valí en 1116-1117, Alfonso I reanudó las acometidas contra la ciudad y su comarca, que mantuvo en zozobra constante. En 1117, ante la llegada de un nuevo gobernador, tuvo que retirarse, pero corrió las tierras de Lérida, amenazando la ciudad misma. Diversas huestes almorávides se juntaron para obligar al aragonés a abandonar su intento de tomarla.
Alfonso, sin embargo, no cejó en su acoso a las fuerzas almorávides de la región: con apoyo de caballeros francos, acometió el asedio de Zaragoza el 22 de mayo del 1118. En el verano murió el valí, lo que, unido al hambre causada por el cerco y el desánimo, hizo que se acordase una tregua, durante la cual los sitiados pidieron ayuda a Valencia. Las fuerzas que alcanzaron la ciudad, menores en número que los aragoneses, no se atrevieron a entablar batalla y permitieron que la plaza cayera en manos de estos el 18 de diciembre. Los denodados esfuerzos almorávides por conservar la urbe habían fracasado. La iniciativa militar en la región pasó a los cristianos: algunos meses después de conquistar Zaragoza, en febrero del 1119, Alfonso se adueñó también de Tudela. Poco después se hizo con diversas plazas de la llanura al sur del Ebro: Tarazona, Moncayo, Borja y Épila. A continuación, avanzó a lo largo del Jalón y amenazó Calatayud, en el camino principal a Andalucía; el avance constante obligó al valí de Murcia y del Levante, Ibrahim ibn Tayast, hermano de Alí, a marchar al norte para tratar de frenarlo. La operación resultó un desastre para los almorávides, que sufrieron una terrible derrota en la batalla de Cutanda, librada en junio o julio del 1120 entre esta localidad y Calamocha. Como consecuencia de la batalla, perdieron el valle del Jalón, incluida Calatayud, que pasó a poder de Alfonso en el 1121. En el 1122 este tomó Daroca, lo que confirmó el continuo retroceso almorávide en la zona.
A las derrotas en el Ebro se unió el creciente descontento de parte de la población andalusí, harta del dominio almorávide. La efervescencia aumentó en 1120 y 1121, y en marzo de este último año estalló una revuelta en Córdoba que obligó al gobernador de la ciudad a huir de la multitud iracunda. Alí reaccionó reuniendo un gran ejército y acudiendo de Marrakech a la ciudad andalusí, a la que atacó primero y perdonó después, convencido por los alfaquíes locales.
Si bien al comienzo los almorávides habían podido sostener su Estado al tiempo que abolían los impuestos no canónicos por no tener que pagar las onerosas parias a los cristianos, por contar con tropas voluntarias de coste menor que los mercenarios de las taifas, por la frugalidad de los soldados bereberes del desierto, por los botines obtenidos de las victorias —un quinto correspondía al soberano, de acuerdo a la ley— y por los ingresos debidos al oro del comercio transahariano, con el tiempo la situación financiera empeoró, aumentaron los gastos de mantener una guerra defensiva y continua, y se recuperó la imposición de impuestos no incluidos en el Corán, con el consiguiente disgusto de la población. La recuperación de los tributos heterodoxos y el empleo de mercenarios cristianos en el Magreb escandalizó a los más piadosos, que habían aclamado al principio a los almorávides por su rigor islamista.

### Reveses y victorias en la península ibérica
El descontento de los mozárabes fue creciendo hasta el punto de que en 1124 estos llamaron en su auxilio a Alfonso I de Aragón, que acababa de conseguir una importante victoria sobre los almorávides tomando la gran ciudad de Zaragoza en 1118. A principios de ese mismo año, los leoneses se habían apoderado de Sigüenza y dominaban también las cercanas Atienza y Medinaceli. La comunidad cristiana granadina prometió al Batallador rebelarse contra los gobernadores de la capital y franquearle las puertas de la ciudad para que este la conquistara. Así, el rey aragonés emprendió en septiembre del 1125 una incursión militar por Andalucía que, aunque no le llevó a conquistar Granada, sí puso en evidencia la debilidad militar de los almorávides para esas fechas, pues los venció en campo abierto en la batalla de Arnisol, saqueó a placer las fértiles campiñas andaluzas desde Granada hasta Córdoba y Málaga, y rescató a un nutrido contingente de mozárabes para, con ellos, repoblar las recién conquistadas tierras del Valle del Ebro. Esta campaña, que se prolongó casi un año hasta junio de 1126, mostraba la decadencia del Imperio almorávide, incapaz de detener la incursión del monarca aragonés. Tras la campaña del rey de Aragón, los mozárabes andalusíes fueron represaliados y, en su mayoría (temiendo nuevas rebeliones internas) deportados al norte de África.
Alfonso se apoderó de nuevas plazas en 1127 y 1128: el primer año de Azaila, el segundo, de Castilnuevo y Molina de Aragón. En el 1129, taló la comarca valenciana y venció a un gran ejército, cerca de Alcira o Cullera. Los almorávides reaccionaron a las campañas aragonesas realizando una serie de relevos administrativos de los principales cargos en al-Ándalus y emprendiendo una ofensiva hacia Toledo en el 1130 que, aunque logró conquistar Aceca, fracasó al tratar de recuperar la ciudad del Tajo. A partir de entonces, Tasufín, hijo de Ali, quedó como gobernador general de al-Ándalus hasta 1138. Durante su gobierno, los almorávides lograron mantener un cierto equilibrio en la situación militar.
El ascenso al trono leonés de Alfonso VII marcó el comienzo de otro periodo de robustecimiento de León, y de peligro para los almorávides. A los leoneses se alió el hijo del último emir zaragozano, que entregó Rueda de Jalón a Alfonso a cambio de unos cuantos castillos de la frontera toledana, deseoso de vengar la derrota de su padre a manos de los almorávides enfrentándose a estos. En mayo de 1133, los leoneses llevaron a cabo una incursión hasta Sevilla, en la que dieron muerte al gobernador de la ciudad y talaron la región antes de retirarse. Los almorávides sí que lograron, sin embargo, frustrar una expedición similar por tierras de Badajoz organizada por los magnates salmantinos en marzo o abril del 1134. A continuación, estorbaron los intentos cristianos de fortificar la región de Cáceres. En el 1136-1137, Tasufín derrotó a los leoneses en Alcázar de San Juan y saqueó el castillo de Escalona.
En el este, Alfonso el Batallador seguía acosando a las poblaciones almorávides. En el 1130, sin embargo, perdió a su aliado Gastón IV de Bearne, caído en una incursión por Valencia. Se adueñó de Mequinenza (1133) con ayuda de un escuadra fluvial construida en Zaragoza y, seguidamente, cercó Fraga en junio o julio del 1134. El gobernador general andalusí, Tasufín ibn Ali, envió abundantes refuerzos, que vencieron a Alfonso en la reñida batalla de Fraga. La victoria almorávide no se empleó, empero, en apretar al aragonés —que falleció en septiembre de las heridas sufridas—; los ataques almorávides siguieron centrados en recuperar Toledo, objetivo que no alcanzaron. Sí recuperaron, en todo caso, Mequinenza, en el 1136, lo que les permitió mejorar la situación fronteriza en el bajo Ebro.
La envidia del heredero al trono almorávide, Sir, por el prestigio de su hermano Tasufín debido a sus victorias en la península ibérica le impelió a solicitar su relevo, que obtuvo. Tras partir Tasufín al Magreb, la situación en la península empeoró rápidamente para los almorávides. En el Magreb, Tasufín enseguida tomó las riendas de los combates contra los almohades.

### Influencias andalusíes y crisis interna
Tras alcanzar la máxima expansión, el Imperio almorávide recibió el influjo de la cultura andalusí, cuyas creaciones artísticas asimiló. El Magreb occidental carecía de un modelo artístico propio, era una sociedad mayoritariamente rural con escasos centros urbanos y su modesto arte estaba influido de forma lejana por el del Oriente. Así, las dinastías bereberes almorávide y almohade adoptaron el estilo andalusí para sus obras artísticas, ya que carecían de uno propio en sus regiones de origen. Más que en la estructura de los edificios, la influencia andalusí en el arte del periodo almorávide se observa en la decoración de estos. El tradicional ataurique se complica y aumenta en densidad, cubriendo por completo la pared donde se coloca. El carácter barroco de esta ornamentación, que se aprecia antes en el mobiliario que en los edificios, tiene su precedente en algunas obras de las taifas andalusíes, y se acentúa durante el reinado de Alí. La nueva capital, Marrakech, fundación de este movimiento, comenzó a embellecerse en el emirato de Alí recogiendo las formas de la cultura del arte de las taifas. Del arte almorávide quedan pocos ejemplos (y solo de arquitectura militar en la península ibérica), como el Qubbat al-Barudiyin de Marrakech.
Los almorávides también asimilaron la cultura escrita: matemáticos, filósofos y poetas se acogieron a la protección de los gobernadores. Los secretarios llegados de la península influyeron también en la gestión de la Administración Pública, pues esta dependía en realidad de ellos. Las costumbres fueron relajándose, a pesar de que, por regla general, los almorávides impusieron una observación de los preceptos religiosos del islam mucho más rigurosa que lo que era habitual en los primeros reinos de taifas. Se vetó al místico al-Ghazali, pero hubo excepciones y en la Zaragoza de Ibn Tifilwit el pensador heterodoxo Avempace llegó a ocupar el cargo de visir entre 1115 y 1117. Siguiendo la ley islámica, los almorávides suprimieron los ilegales pagos de parias, no contemplados en el Corán, al comienzo de su imperio. Unificaron la moneda, generalizando el dinar de oro de 4,20 gramos como moneda de referencia y creando moneda fraccionaria, que escaseaba en al-Ándalus. Los dinares almorávides gozaron de notable prestigio en los mercados de la región y llegaron a utilizarse como unidad monetaria de referencia en la Europa occidental. Estimularon el comercio y reformaron la administración, otorgando amplios poderes a las austeras autoridades religiosas, que promulgaron diversas fetuas, algunas de las cuales perjudicaban gravemente a judíos y, sobre todo, a mozárabes, que fueron perseguidos en este periodo y presionados para que se convirtiesen al islam. Se sabe que la importante comunidad hebrea de Lucena tuvo que desembolsar importantes cantidades de dinero para evitar su conversión forzosa.
Por esos mismos años, los almohades comenzaban a hostigar a los almorávides en el corazón del Magreb occidental. Atizaron el descontento por la relajación de las costumbres, influencia de la cultura andalusí conquistada. En el 1121, tras una disputa teológica celebrada en Marrakech que resultó desfavorable para los alfaquíes almorávides, derrotados por el saber y la habilidad del fundador del movimiento almohade, Ibn Tumart, las autoridades lo deportaron. Se estableció entonces en las montañas del Atlas, de donde era oriundo y donde formó una comunidad con sus seguidores, que resultó el germen de un nuevo Estado que acabó por eliminar al almorávide. Los almohades, que surgieron de las tribus masmudíes del Atlas, tuvieron en sus comienzos notables parecidos con su enemigos almorávides: tenían un claro origen tribal —masmudí en el caso almohade, cenhegí en el almorávide—, un acicate religioso reaccionario —los dos abogaban por un retorno a valores y costumbres islámicos que admiraban— y eran un movimiento a un tiempo tribal, político y religioso.

## Fin del imperio almorávide: el triunfo almohade

### Lucha infructuosa contra los almohades y pérdida del Magreb
Debido a la extensión del movimiento de Ibn Tumart, que los almorávides comenzaban a temer, se urdió un intento de asesinato del caudillo religioso, que fracasó. Una campaña militar contra las tribus que le eran adictas, dirigida por el gobernador almorávide del Sus en 1122 o 1123, también fracasó. Al imperio bereber de origen sahárico, creado por los almorávides cenhegíes, se oponía un creciente Estado también bereber, pero de origen montañés y masmudí, centrado en Tinmel, donde se había instalado Ibn Tumart. Como habían hecho los propios almorávides al comienzo de su expansión, los rebeldes almohades clamaban por la reforma de las costumbres, la realización de la guerra santa y la purificación.

La expansión almohade, a costa del Imperio almorávide, que destruyó.

Hacia 1125 un nuevo poder estaba surgiendo en el Magreb, el de los almohades, surgidos de la tribu de los Masmuda, que lograron con un nuevo espíritu de aplicación rigurosa de la ley islámica, ya relajadas las costumbres de los almorávides en gran medida debido al contacto con la avanzada cultura andalusí, imponerse finalmente al poderío almorávide tras la caída de su capital Marrakech en 1147. Para tratar de oponerse a su expansión y fracasadas ya las campañas en la montaña, los almorávides optaron por erigir una cadena de fortalezas en torno a la cordillera para cercar al movimiento de Ibn Tumart y protegerse de sus incursiones. Al mismo tiempo, las autoridades regionales almorávides acosaban a los almohades, generalmente con escasa fortuna en los diversos choques. Hasta el 1129, los combates se libraron en la montaña, sin atreverse aún los almohades a hacer frente al enemigo en el llano.
Los almohades infligieron a las fuerzas de Alí dos importantes derrotas entre Marrakech y la montaña a principios del 1130, que les permitió acercarse a la capital almorávide. Los dos bandos trabaron combate en torno a la ciudad, que resistió un asedio almohade de cuarenta días mientras llegaban a ella refuerzos para los sitiados desde distintas regiones. En mayo finalmente los cercados se decidieron a salir de la ciudad y a acometer a los almohades en la llanura de al-Buhayra, donde estos habían instalado su campamento. El violentísimo choque acabó con la victoria almorávide. Este triunfo acabó temporalmente con el peligro almohade; pocos meses más tarde murió el fundador del movimiento en Tinmel, en agosto o septiembre. Los combates con los almohades continuaron en la montaña, y los territorios que controlaban aislaron las provincias del sur de la capital almorávide. La pérdida de la fortaleza de Tasgimut en el verano del 1132 supuso un importante revés, tanto de prestigio —hizo que algunas tribus se pasasen a las filas almohades— como estratégico, pues la conquista de la plaza franqueó el acceso al Atlas central y septentrional a sus nuevos señores.
Desde el 1132, una nueva fuerza mercenaria, la acaudillada por el antiguo vizconde de Barcelona Reverter, desempeñó un papel fundamental en las operaciones defensivas almorávides contra los almohades. La lucha contra los almohades quedó a partir del 1139 en manos del nuevo heredero al trono, Tasufin ben Alí ben Yúsef, que se había destacado en la lucha contra los cristianos de la península ibérica y había sucedido como tal a su hermano Sir, fallecido el año anterior. La marcha de al-Ándalus de Ben Alí debilitó la posición almorávide en la península. Por entonces, además, los almorávides perdieron el control del alto Sus.
Luego, los almohades emprendieron la larga campaña de siete años que acabó con el Estado almorávide. La primera derrota otorgó el control de casi toda la Tadla a los almohades. Manteniéndose en las montañas, estos avanzaron por los valles del Atlas medio y lo sometieron hasta la línea del Muluya. A finales del 1141, en las sucesivas campañas habían dominado el Atlas medio y gran parte de la zona de los oasis, incluido Tafilalet. Los almorávides perdieron el contacto con su región de origen, el Sáhara. En el 1142, los almohades se apoderaron de gran parte del Marruecos septentrional montañoso, aunque sin infligir grandes derrotas al enemigo.
Del 1140 en adelante, las tribus fueron pasándose a los almohades, aunque Ben Alí y Reverter continuaron una denodada defensa de las llanuras centrales. En enero del 1143 murió Ben Yusuf, que para entonces hacía tiempo que había abandonado toda actividad militar. Ibn Alí trató de defender los restos de imperio de los embates almohades sin éxito, a pesar de dirigir en persona sus ejércitos, en diversos combates en la zona oriental del Estado, entre Tremecén y Orán. A las disensiones entre las tribus aún leales se unió la pérdida de Reverter, fallecido en mayo o junio del 1144, en un intento desafortunado de detener el avance del califa almohade Abd al-Mumin hacia Tremecén. Por la misma época, cuando Ibn Alí se hallaba defendiendo la ciudad a cuyos alrededores ya había llegado el califa almohade, el soberano almorávide nombró heredero a su hijo Ibrahim. Al año siguiente, tras tratar vanamente de sostenerse gracias al apoyo de los cenhegíes argelinos, murió Ben Alí en marzo del 1145. Inmediatamente después de la muerte de Ben Alí, acaecida cuando trataba de huir de Orán donde lo habían sitiado, los almohades conquistaron la ciudad. Luego se dirigieron de vuelta a Marruecos y tomaron de camino Tremecén, abandonada por las fuerzas almorávides, que se habían retirado a Fez para aprestarla para defenderla del ataque enemigo, que se creía inminente. Las acciones de Reverter y Ibn Alí solo lograron detener durante algunos años el ya imparable avance almohade y los combates que libraron concluyeron siempre con repetidas retiradas hasta quedar sus fuerzas reducidas a los alrededores de Marrakech.
Los sucesores de Ben Alí ya no pudieron evitar que los almohades se extendiesen también por las llanuras; estos conquistaron Fez y, en marzo del 1147, Marrakech, donde realizaron una gran matanza de enemigos. En mayo y junio del 1148 concluyeron la conquista de Marruecos con la toma de Ceuta y Tánger. Los últimos emires almorávides apenas habían reinado más que en la capital y sus alrededores: el hijo de Ben Alí, aún niño, casi nada, pues fue derrocado por su tío, Ishaq ibn Ali, un adolescente de unos quince o dieciséis años que fue el último de la dinastía y que pereció en la toma almohade de la capital en marzo del 1147.

### Pérdida de al-Ándalus

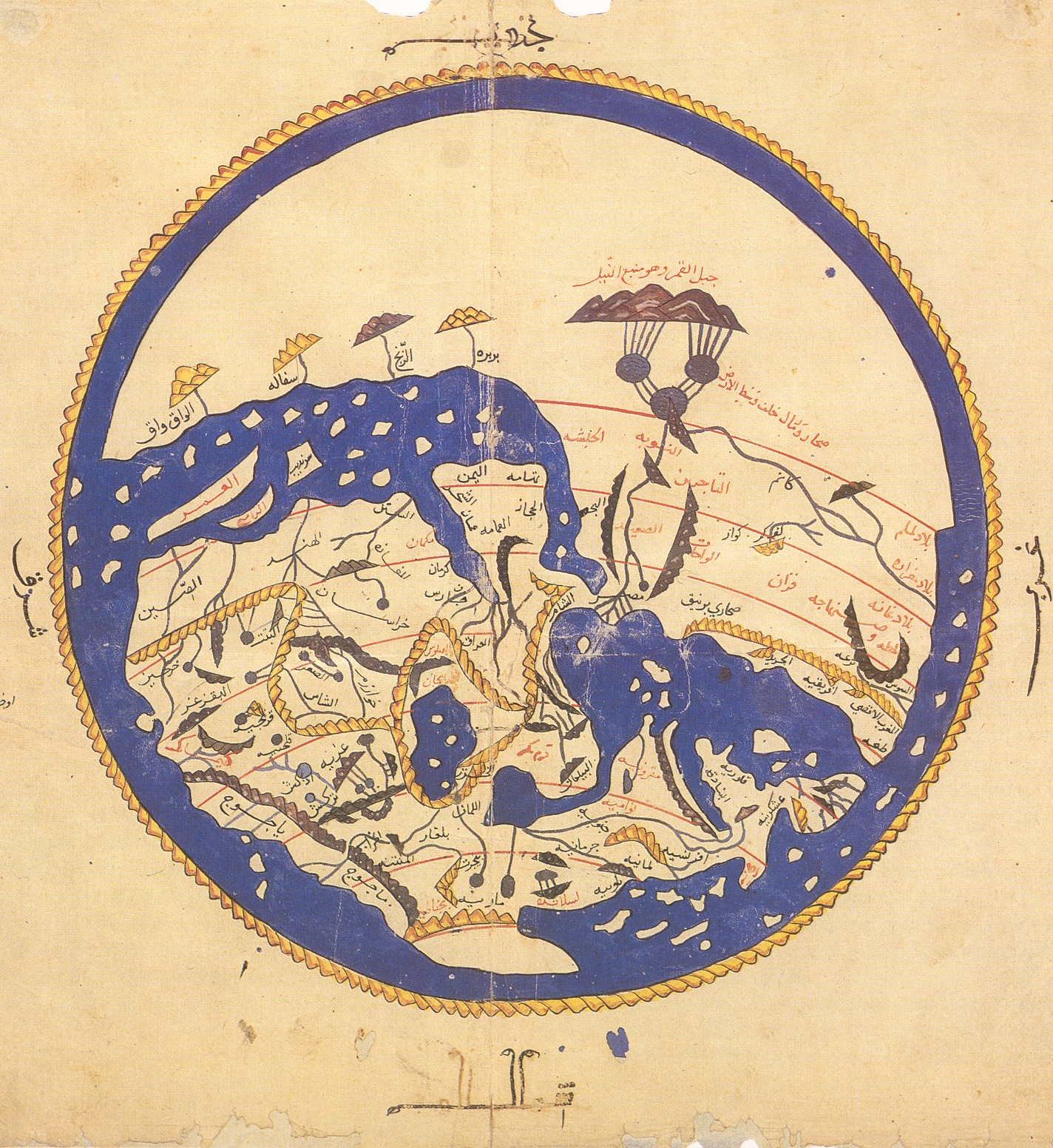
Mapamundi del geógrafo Al-Idrisi (1100-1162), que nació y se educó en al-Ándalus durante el periodo almorávide para trasladarse, a mediados del siglo, a la corte normanda de Rogelio II de Sicilia.

En las décadas del 1140 y 1150 tuvo lugar el hundimiento del gobierno almorávide en al-Ándalus. La principal resistencia provino del gobernador de Sevilla quien, paradójicamente, se alió con Alfonso VII para mantener su territorio. En el 1148 perdió la ciudad, conquistada por los almohades, y se retiró a Granada, que resistió hasta el 1155. Entre 1144 y 1147 resurgieron las taifas por la pérdida de control del territorio por los almorávides, en ocasiones debida a rebeliones. Algunas de ellas las controlaban miembros de las más poderosas familias árabes andalusíes, hasta entonces al servicio de los almorávides. Los cadíes se hicieron con el poder en Málaga, Jaén, Córdoba y Valencia. El descontento de la población originado por la crisis económica, social y política del momento fue fundamental para permitir la toma del poder de los rebeldes en distintos puntos de la península.
En el oeste de al-Ándalus, en el Algarve, en el 1144 estalló una insurrección encabezada por el jefe de una pequeña comunidad sufí, Ibn Qasi, que se alzó contra los almorávides por la muerte de dos de sus maestros almerienses a manos de las autoridades. Los almorávides, temerosos de la influencia sufí, castigaron a sus principales representantes. Los rebeldes se hicieron con Beja, Silves y Mértola, de la que hicieron su capital, y obtuvieron la adhesión del gobernador de Niebla. Rechazados ante Sevilla, los alzados se dividieron en dos fracciones; la de los partidarios de Ibn Qasi llamaron en su auxilio a los almohades.
A las revueltas internas y el acoso almohade se sumaron las campañas cristianas, de gran amplitud. En el 1146 Alfonso VII impuso su dominación al gobernador almorávide de Córdoba y al año siguiente emprendió, junto con los soberanos de Navarra, Aragón y la república de Génova, la conquista de Almería, que logró el 17 de octubre. Antes, en enero de ese mismo año, había tomado Calatrava. En el oeste, Alfonso I de Portugal se adueñó de Santarém en marzo y de Lisboa el 24 de octubre. En el este, los almorávides perdieron Tortosa en el 1148 y Lérida y Fraga en el 1149. De todos estos territorios, los almohades solo recuperaron posteriormente Calatrava y Almería. Entregadas Sevilla y Carmona a los almohades por el gobernador almorávide, harto de las exigencias de Alfonso VII al que se había sometido, el último núcleo almorávide destacable de la península fue Granada, que cayó en poder de los almohades en 1154-1155.